# 밀양 여중생 집단 성폭행 사건
밀양 여중생 집단 성폭행 사건은 밀양 남고생 44명이 중고생 1명을 윤간한 사건이다. 2004년 1월 중반부터 2004년 11월 말까지 대한민국 경상남도 밀양시 가곡동 등지에서 밀양공업고등학교, 밀양밀성고등학교, 밀양세종고등학교 3학년에 재학 중(당시 만 18세, 1986년생)이던 밀양시, 창원시 지역 거주 남학생들과 창원의 모 직업전문학교 학생(당시 만 18세, 1986년생) 등 115명에 의해 울산광역시 중구의 모 여중에 다니는 최모양(당시 14 울산시 중구)을 밀양으로 유인, 밀양시내 가곡동의 모 여인숙 등지에서 집단 성폭행, 구타, 공갈협박, 금품갈취해온 강도, 강간, 폭력 사건이다. 이들은 지역 일진으로 부르는 학생들로 일명 밀양연합이라는 유사 조직을 결성하여 활동하기도 했다. 가해자들은 모두 1986년생이다.
2003년 7월 초반부터 2004년 1월 초반까지 채팅으로 만났던 울산시 중구의 최모양(당시 울산 모 여중 3년)을 2004년 1월 중반에 불러낸 뒤 박기범(당시 만 17세, 밀양 삼동면, 1986년생, 현재 박부성으로 개명), 김성모(당시 만 17세, 창원시, 1986년생) 등의 고등학생들은 이후 2004년 11월 말까지 윤간하였으며, 최 양의 여동생과 창원시에 사는 고종사촌 노모 양을 불러내 구타하고 금품을 갈취하기까지 하였다. 그러나 일부 가해자 및 가해자들의 여자친구 중 윤지혜, 김하나, 진수정, 진선영, 황선미 등의 수 명이 피해자들이 당하는 장면을 핸드폰과 캠코더 등으로 촬영, 부모에게 발설할 경우 전 세계에 유포하겠다고 협박하였다. 결국 자매들은 1년 가까이 부모에게 말도 못했고, 일부 가해자는 동영상을 인터넷에 유포했다. 그러나 얼굴, 신체가 선명하게 촬영된 동영상들과 사진들, 그리고 실명을 언급함으로써 피해자들과 가해자들의 신상은 모두 인터넷에 유출되었고, 문제의 동영상과 사진들은 일본, 미국, 중국, 유럽 등지에 확산되어, 국제적인 문제를 일으켰다.
경찰의 조사결과에 따르면 박기범 등 폭력서클 조직원 10명은 박기범의 자취방에서 최양을 집단 구타하고 성폭행했다고 한다. 이들 고교생들은 최양외에도 또 다른 여고생을 성폭행하는가 하면 휴대폰 카메라로 촬영해 협박수단으로 이용했다. 또 경찰은 이들이 창원과 밀양 등지에서 여중생 2명을 20여 명이 집단 성폭행한 혐의를 잡고 수사를 확대, 추가로 2명의 피해자를 확인했다. 창원시 거주 여고생 2명이 이들에게 강간당했으나 창원의 여고생들은 신상 노출을 우려하여 수사협조를 거부했다.
오히려 수사 과정에서 문제점이 발생했다. 가해자 가족에게서 협박을 받는가 하면 수사를 맡은 경찰관은 “밀양의 물을 다 흐려놓았다.”고 소녀들에게 논란의 발언을 했다. 또한 일부 가해자들 역시 반성은 대신 경찰서에서 피해자들에게 폭언, 협박을 했고, 일부 가해자와 일부 가해자 부모들의 반성없는 태도와 뻔뻔한 태도에 분노한 네티즌들이 신상털이에 나서면서 억울한 사람들의 신상을 털어서 유포하기도 했다.
경찰의 조사를 받고 싶다는 피해자들의 부탁을 거절 하는가 하면, 경찰관들의 배려없는 수사는 피해자들의 신상 정보를 유출 시켰다. 수사 도중인 12월 8일에는 경찰관이 근처 노래방에서 술을 마시면서 피해자들을 비난하다가, 피해자의 어머니와 친분이 있던 노래방 도우미들의 폭로로 진실이 밝혀 졌다. 5명의 피해자 중 여중생 2명 등은 가해자들로부터 회유, 협박, 폭언, 압력을 당하고 한 피해자는 학교까지 가해자의 어머니가 쫓아와서 괴롭히기도 했다. 그밖에 2명의 피해자(창원시 거주)인 여고생들은 진술을 회피했다. 사건은 피해자 5명을 중심으로 전개되었으며, 그 중 울산의 첫 피해자는 자살 시도를 하는 등 병원에 입원하게 된다.
또한 공범자 및 연루된 자가 70여명이 추가로 존재하는 점이 포착, 용의자는 115명이었으나 나머지에 대한 조사는 흐지부지됐다. 가해자 및 공범자 110여 명 중 3명에 대해서 10개월 형이라는 가해자에 대한 미약한 처벌과, 피해자 여중생에 대한 경찰의 비인권적 수사, 피해자 여중생 가족에 대한 가해자 가족들의 협박으로 사회에 큰 파문을 일으켰다. 피해 여학생 중 1명은 충격을 이기지 못하고 가출하였다. 사건 진행 중에는 사건 발생 지점인 가곡동 근처에서 21세인 백 모씨에 의해 여고생이 성추행을 당하기도 했다.

## 개요
2004년 1월부터 11월까지 경상남도 밀양시 지역의 고교 3학년생(밀양공업고등학교, 밀양밀성고등학교, 밀양세종고등학교)들과 기타 창원의 창원한백직업전문학교 학생 조정근(당시 18세), 김해시의 고등학교에 다니던 이들의 동창생 남호진 등 밀양연합 일진 조직원들이 여중생 자매중 학생을 약 일년 동안 집단 성폭행하고 피해자의 동생과 이종사촌의 금품을 빼앗은 사건이다. 이들은 피해 여학생 최모양 , 기타 창원시 거주 여고생 2명 등을 집단으로 강간하고, 딜도 등 성기구들을 입수하여 고통을 주었다. 또한 카메라, 핸드폰, 캠코더 등으로 동영상과 사진을 촬영한 뒤, 발설하면 인터넷에 올리겠다고 협박하였다. 이들 피해자들은 아무도 말하지 않았으나 가해자들과 가해자들의 여자친구들이 인터넷에 동영상과 사진들을 유포하면서 알려지게 되었다. 첫 피해자인 최모 양의 움직임을 이상하게 본 최모 양의 친척들의 권고로 사실을 확인하게 되었다.
처음 피해자 최양(당 14세, 울산시 중구)를 채팅으로 만난 김모군과 그의 소개로 최양 자매를 소개받게 된 박기범 등이 성폭행을 했고, 그 뒤 확인된 것에 의하면 세종고 10여 명, 밀성고 4, 밀양공고 20여 명, 창원한백직업전문학교 1, 김해지역 고교생 1명 등이 가담한 것으로 확인되었다. 또한 이들 가해자 중 전진호(당 18세) 등 일부는 타 학생 폭행 혐의, 타 학생 강간 혐의로 구속된 전력이 있는 이들도 있었다.
가해자들은 2004년 12월 6일 18:05경부터 창원시 중앙동의 모 PC방과 도서관 등 경상남도 창원시, 밀양시, 울산광역시 내 30여개 장소에서 체포되었고, 12월 7일 다른 가담자와 공범자들도 추가로 체포되었다. 처음 사건에는 41명으로 나타났지만 나중에는 75여 명의 추가 관련자가 드러났다. 모두 다 1986년생으로 나이가 같은 이들 가해자들은 알려진 것과 달리 폭력 조직이나 동아리를 결성해 집단 성폭행을 저지른 것이 아니라 일찌감치 대학을 포기하고 직업전문학교와 현장 실습을 나간 공장에서 만난 것으로 밝혀졌다. 
연루자 100여 명 중 3명에 대해서만 10개월형이라는 가해자에 대한 미약한 처벌과, 피해자 여중생에 대한 경찰의 비인권적 수사, 피해자 여중생 가족에 대한 가해자 가족들의 협박으로 사회에 엄청난 논란을 일으켰고, 수능 부정 시험과 비슷한 시기에 터진 사건이므로, 고등학생에 대한 윤리교육의 문제점을 드러냈다.
애초 알려진 41명보다 훨씬 많았던 것으로 드러나 파문이 확산되고 있다. 또 피해를 당한 일부 여중생들이 피의자 가족들로부터 협박을 받았다고 주장해, 경찰이 진상조사에 나서기도 했다. 그러나 대부분 10년 이내의 가벼운 처벌과 훈방조치를 받아 사회적인 문제가 되었다. 그리고 추가 가해자 75명에 대해서는 수사가 더 이상 진전되지 않았다.
그밖에 사건 현장 당시 망을 보던 학생 몇인과 가해자들의 여자친구로 범행에 동조, 가담하거나 목격, 혹은 범행을 도왔던 여학생들도 있었다. 이 중 심한 막말과 가해자 옹호, 피해자들에 대한 비난 등으로 물의를 빚은 김하나, 윤지혜, 진수정, 진선영, 황선미 양 등의 실명과 이메일, 블로그, 싸이월드 등의 신상정보가 유출되어 한때 물의를 빚기도 했다.
최모 양 자매와 사촌 노모 양 외에도 창원시에 거주중인 여고생 2명이 추가 피해자로 확인되었으나 이들은 수사협조를 거절했다. 피해자는 여중생 4명에 여고생 3명 등 7명이고 이들은 대부분 밀양시인근 지역인 울산광역시와 창원시에 거주하고 있었다. 그리고 일부 경찰관들이 피해 여중생 최모양 자매에게 막말을 한 것이 추가로 알려지면서, 누리꾼들의 힘에 의해, 사건을 수사 중인 울산남부경찰서가 피해자 인권보호를 소홀히 한 책임을 물어 경찰서장이 대기 발령되고, 2005년 인권위원회 등 여야를 망라한 정치권이 진상 조사에 나서게 되었다.

## 전개

### 원인
2003년 6월 울산시 중구에 거주중이며 모 여중에 재학 중인 최모 양(당시 만 14세, 1989년생)은 여동생이 전화번호를 잘못 눌러 통화하면서 한 밀양의 어느 남자고등학교 3학년 학생 김성모 군(당시 만 17세, 1986년생)을 알게 되었다. 김성모는 전화를 받은 뒤 "한번 만나자"며 최 양을 밀양으로 유인했다. 이들은 일명 '밀양연합'이라는 학교폭력 서클을 결성해 손과 허벅지 등에 문신을 새기고 집단으로 지역을 배회한 것으로 알려지고 있다.
2004년 1월 중순 밀양시 가곡동에 있는 여인숙에서 처음 윤간을 하였다. 이후 밀양시내 여인숙과 모텔, 학교 운동부 버스안, 놀이터 등지에서 A양을 집단성폭행하고 수시로 금품도 빼앗았다.
2004년 1월 중순 최 양은 채팅을 동생과 함께 하다 가해자 박형민군(만 17)과 연락, 밀양시내에 놀러가 만나게 그 지역 고등학생들에게 밀양시 가곡동에 있는 여관에서 집단성폭행을 당했다. 이후 가해학생들은 최양 집으로 전화를 걸어 ‘아빠한테 다 얘기한다!’ 협박하고, 학교에 가야하기에 못 간다고 하면 집으로 전화를 걸기까지 했다.
이들의 범행은 폭력배 중 한 명인 김성모(17)군에게 김양이 전화를 잘못 건 데서 시작됐다. 전화를 받은 김성모 군은 인터넷 채팅으로 여중생들과 연락 중 2004년 1월 최양을 유혹해 밀양으로 유인한 후 두목격인 박기범에게 소개했고, 피해자를 둔기로 때린 뒤 밀양시 가곡동의 한 여인숙으로 데려가 집단 성폭행하고 성폭행 장면을 촬영한 뒤 인터넷에 올리겠다고 협박하였다. 이들은 동영상을 올리겠다며 협박하여 피해자들이 아무 말도 못하게 했지만, 가해자들 중 중 일부가 동영상을 인터넷에 올려 문제가 되었다. 박기범(18)군 등 밀양 지역 3개 고교 학생으로 구성된 폭력배 41명은 올 이들은 최양의 언니까지 유인해 1년간 성기구 등을 이용해 집단 성폭행했고 급기야 피해 여중생은 성폭행 충격으로 자살을 기도하는가 하면 지금까지 산부인과 치료를 받다가 정신과 진료도 받게 됐다.
이들은 밀양연합이라고 하는 유사 조직을 결성하고 있었다. 2004년 12월 13일 경찰은 자체 조사결과 '밀양연합'이라는 서클은 없었으며 이번 사건 연루 학생들은 조직폭력배가 아니라 직업훈련소를 함께 다니면서 서로 알게 된 친한 친구들의 단순 모임이었는데 행동강령이 있는 폭력조직인 것처럼 다소 과장된 측면이 있다고 봤다. 그러나 밀양연합 은 실제로 존재하는 단체였다.
지역사회와 학교 등에서는 밀양연합의 존재를 부인했다. 그러나 2005년 3월 일부 언론이 학생들을 통해 재조사한 결과 밀양연합의 존재는 사실로 드러난다. 밀양연합은 학교를 주름잡는 아이들의 친목단체다. 밀양연합이라고 하면 아무나 못 건드린다. 청도연합이나 창원연합하고 비슷하다. 요즘 웬만한 지역에는 다 연합이 있다 는게 학생들의 진술이었다.

### 전개 과정
2004년 1월 중순 밤 밀양시 가곡동 소재 한 여인숙에서 인터넷 채팅으로 만난 피해자 A양을 윤간하는 등 11월 말까지 드러난 것만 해도 총 11회에 걸쳐 여관과 학교 놀이터, 공원 등지에서 상습적으로 윤간과 폭행을 한 것으로 알려져 있다. 성폭행을 당한 A양은 “죽고 싶다”며 수면제 20알을 먹고 쓰러져 이틀만에 깨어나기도 했으며 수차례에 걸친 집단 성폭행 후유증으로 몸에 이상이 생겼다.
성폭행이 1년여 지속되면서 가해학생들 수는 점점 늘고, 쇠파이프로 구타하거나 옷을 벗긴 채 휴대전화로 촬영하여 공갈 협박을 했다. 이후 최 양에게 언니를 불러내지 않으면 성폭행 사실을 인터넷과 학교 등에 공개하겠다고 협박해 . 일부 가해자와 가해자의 여자친구들까지 나타나 성폭행 장면을 캠코더와 핸드폰으로 촬영했고 촬영장면에는 얼굴과 신체가 선명하게 나타났고 여기에 가해자와 피해자의 이름까지 실명으로 말하는 등 신원을 알아볼 수 있었다. 가해자들 및 가해자의 여자친구들은 피해자 자매에게 부모에게 말하면 동영상을 유포하겠다며 협박하여 피해자 자매는 아무 말도 못했다. 여기에 피해자들의 인적사항을 묻다가 고종사촌인 경남 창원시에 사는 노모 양의 존재를 알게 되어 노모 양까지 불러다가 .
밀양으로 온 A양과 사촌언니인 B양(고1)을 두목 격인 박기범에게 소개했고, 박기범 등 12명이 최양 을 밀양시 가곡동의 한 여인숙으로 데려가 마구 때린 뒤 집단 성폭행했다. 박기범 등은 또 성폭행 장면을 촬영한 뒤 A양에게 인터넷에 올리겠다고 협박, 집단 성폭행해온 것으로 드러났다. 이들 피해 여중생은 아무에게도 피해 사실을 알리지 못했다. 그러나 가해자와 가해자의 여자친구들은 촬영한 사진과 동영상을 인터넷에 올렸고, 가해자들의 신상은 물론 피해자들의 신상까지 인터넷에 확산되었다.
가해자들과 가해자의 여자친구들이 올린 동영상들과 사진들은 인터넷에 확산되고 일본, 중국, 미국 등지로도 확산되었다.
이들 고교생들은 다른 여고생을 성폭행하는가 하면 휴대폰 카메라로 촬영해 협박수단으로 이용했다. 성기구를 이용해 최대 4~10명까지 집단 성폭행하는 등 엽기적 성범죄도 저질렀다. 경찰 관계자는 "극도의 불안감과 수치심에 이들이 시키는 대로 여관과 놀이터, 자취방 등으로 끌려다니며 11차례에 걸쳐 집단 성폭행을 당했다"며 "박양 등은 수치심에 수면제를 먹고 자살을 시도하는 등 아직 성폭행 후유증에 산부인과 치료를 받기도 했다.
최 양 자매와 노 모양은 부모에게 이 사실을 말하지 못했다. 특히 첫 피해자인 최모 양(14)의 정신적 피해는 심했다. 그러나 이들은 동영상을 인터넷에 올렸고, 이는 순식간에 확산되었다. 가해자들은 밀양시내 소재한 밀양세종고등학교, 밀성고등학교, 밀양공업고등학교와 대학을 포기하고 진학한 창원의 모 직업전문학교 재학생들이었다. 이들은 속칭 지역 '일진'으로 통하는 학생들과 지역 유지의 아들들이었고, 유사조직 밀양연합 조직원 외에 일부는 현장 실습을 나간 공장에서 만난 사이이기도 했다.
가해학생들은 쇠파이프로 00양을 구타를 하거나 옷을 벗긴 채 휴대전화로 촬영을 하는 등 충격적인 사건으로 기록됐다. 또한 성기구를 구해서 여중생들을 성폭행했다. 성 기구를 동원한 집단 성폭행을 하고, 그들은 최 모양 자매에게“불러서 오지 않으면 인터넷에 사실을 공개하고 학교에 소문을 내겠다”며 협박했다. 그리고 이 장면은 준비된 캠코더와 카메라, 핸드폰 등에 그대로 담겼다.
경찰 관계자는 “붙잡힌 학생들이 전혀 범죄 의식 없이 성인 포르노 사이트의 흉내를 냈다는 말에 크게 놀랐다”며 “성인 범죄와 성인 포르노 사이트에 완전 노출된 극에 달한 청소년 성범죄의 한 전형”이라 밝혔다.

#### 추가 피해자 확인
경찰은 이들이 창원과 밀양 등지에서 여중생 2명을 20여 명이 집단 성폭행한 혐의를 잡고 수사를 확대했다. 그 결과 2명의 창원시 거주 여고생이 이들에게 강간당했으나 신상 노출을 우려하여 수사협조를 거부했다.
경찰은 집단 성폭행을 당한 피해자는 모두 5명으로 여중생이 2명이고 여고생이 3명이라고 밝혔다. 첫 피해자인 울산의 한 여중생은 집단 성폭행을 당했는데도 신고를 하지 못했다. 이들은 자매가 신고하지 못하게 인터넷, 학교, 부모에게 성폭행 사실을 알린다고 협박했고 이후 2004년 11월까지 집단으로 성폭행했다. 이들은 같은 방법으로 창원에서도 여중생을 유인해 20명이 집단 성폭행하는 등 수십 차례에 걸쳐 인터넷 채팅으로 여중생을 유인해 성폭행하고 협박한 것으로 드러났으며, 이때는 모두 100만원 상당의 금품을 빼앗은 것으로 밝혀졌다.
첫 피해자인 최모 양의 이상행동을 확인한 최모 양 자매의 이모인 강모 씨가 꾸준히 관심을 갖고 대화, 설득을 한 끝에 2004년 12월 경찰서에 신고하게 됨으로써 알려졌다. 그러나 이미 인터넷을 타고 확산된 동영상과 사진들을 통해 피해자들의 신상은 노출되어 소문이 확산된 뒤였다.
경찰관은 “이들이 지금까지 유인한 여중생 5명을 무조건 집단 성폭행하는 등 의식을 잃은 행동을 해왔다”며 “또 두목과 고문을 두고 나름의 행동 강령을 갖는 등 폭력 조직화한 것으로 판단돼 범죄단체 혐의 등에 대해 추가 수사를 벌이고 있다”고 덧붙였다. 이들 학생 조직폭력배들은 최양의 집에 쳐들어가 . 그 밖에 창원시 거주 여고생 2명도 이들에게 당했던 것으로 드러났다. 최양은 결국 경찰 수사 직후인 지난 2005년 1월 어머니와 함께 도망치듯 서울로 올라왔고 극심한 불안 증세와 공황장애 등으로 정신과 치료를 받았다.

### 체포
피해자 A양은 집단성폭행 후유증을 앓으면서 '죽고 싶다'며 수면제 20알을 먹고 자살을 기도한 것으로 알려지고 있다. A양은 이후 울산 시내 산부인과에서 치료를 받고 자살까지 시도하는 등 불안에 떨고 있었으며 이를 이상하게 여긴 A양의 이모가 설득 끝에 폭행 피해 사실을 알아내고 경찰에 신고했다. 2004년 11월 울산의 여중생 자매 가족의 신고를 받고 비공개로수사를 하다 2004년 12월 7일 밀양 지역 3개 고교생 35명 등 10대 청소년 41명을 피시방 등에서 무더기로 연행하면서 밖으로 드러났다.
12월 7일 울산 남부경찰서는 최모(14)양 등 여중생 5명을 마구 때리고 집단 성폭행한 혐의(특수강간.강도강간 등)로 경남 밀양시 소재 학교 폭력조직 '밀양연합' 소속 고교생 41명을 붙잡아 이중 박기범(18)군 등 17명에 대해 구속영장을 신청하고 이용현(18)군 등 24명은 불구속 입건했다.
박기범 등은 2003년 11월 하순 창원시에서도 같은 방법으로 여중생 2명을 유인해 20여명이 집단 성폭행하는 등 2004년 1월부터 11월까지 수십차례에 걸쳐 인터넷 채팅을 통해 알게 된 여중생을 유인, 집단 성폭행하고 모두 100만원 상당의 금품을 빼앗은 혐의 가 있었다. 드러난 범죄 횟수만 11회였다. 이들은 속칭 '일진'으로 통하는 이들이었고 밀양연합이라는 폭력 조직을 결성하기도 했다. 그러나 학교와 교육당국 등에서는 폭력조직은 없었다고 대응하다가 일부 학생들과 졸업자들이 밀양연합, 마창연합을 비롯한 몇개의 단체가 있음을 경찰과 언론에 증언하면서 거짓말을 한 것이 드러난다.
일본과 중국 등으로 가해자들과 가해자들의 여자친구들이 촬영한 동영상과 사진들이 확산되면서 일본, 중국 등 각국의 뉴스에도 이 사건이 실시간으로 보도되게 되었다.

### 70여명의 추가 가해자
당초 밝혀진 41명의 가해자 외에도 70여 명의 추가 가해자가 밝혀졌다.
울산 남부경찰서는 12월 7일 여중고생 5명을 마구 때리고 집단 성폭행한 혐의(특수강간 등)로 이미 구속·불구속된 41명 외에 성폭행 당시 망을 보거나 범행에 직접 가담한 30~70여명이 더 있다는 정황이 포착돼 수사를 확대하고 있다고 9일 밝혔다. 그러나 70여 명으로 알려진 추가 가해자들에 대한 수사는 흐지부지 됐다.
경찰은 “박기범 등 17명에 대해선 구속영장을 신청하고 오(18)군 등 24명은 불구속 입건했으며 용의자 75명도 조사하고있다”고 밝혔다. 때문에 앞으로 조사결과에 따라선 성폭행 가담자가 116명까지 불어날 수도 있었다. 하지만 대부분의 언론은 41명만 보도했고 경찰이 75명에 대해 제대로 조사하고 있는지에 대해선 침묵하고 있다. 75명의 공범자들은 처벌이나 불이익을 받지 않고 수사는 흐지부지되었다.
또한 5명의 여중생 외에 경상남도 창원시의 모 여자고등학교 학생 2명의 추가 피해자도 확인되었다. 그러나 이 2명의 여고생 측에서 자신의 신상 유포 우려와 사건 당시의 후유증으로 인해 다시 떠올리는 것에 대한 극도의 불안감을 느껴 안타깝게도 수사에 협조할 상태가 아녔고 추가 범죄 조사에는 어려움을 겪었다. 경찰 관계자는 “최초 피해자인 최 양이 경남 창원의 여고생 2명도 집단 성폭행을 당했다고 진술을 해 조사하고 있다”며 “피해자들이 피해신고를 해 오지 않아 수사에 애를 먹고 있다”고 밝혔다.

#### 추가 가해자에 대한 처벌 미흡 문제
경찰의 구속자 축소에 항의하는 목소리도 높아지고 있다. 이날 울산여성의 전화 등 울산 지역 6개 여성·시민단체는 성명을 내어 “성폭력 발생률이 세계 1위를 기록하고 있으나 피해자에 대한 사회적 보호와 배려는 이루어지지 않고 있다”며 가해자에 대한 강력한 처벌과 포르노 사이트에 대한 강력한 규제를 요구했다. 한편 경남 밀양경찰서는 이날 여중생 집단 성폭행 사건 등 최근 잇따라 발생하고 있는 강력 범죄에 제대로 대처하지 못한 책임을 물어 형사계 직원 13명 가운데 9명을 교체했다. 그러나 70명의 추가 범죄에 대한 수사는 흐지부지된다.
정수일 밀양경찰서장은 경찰서 홈페이지를 통해 “밀양 지역 일부 학생들이 연루된 불미스런 사건으로 시민들께 심려를 끼쳐 죄송하다”는 사과문을 싣고, “앞으로 학교 폭력 예방 활동을 강화해 이런 사건이 재발하지 않도록 심기일전하겠다”고 다짐했다.
대부분의 언론은 41명만 보도했고 경찰이 75명에 대해 제대로 조사하고 있는지에 대해선 침묵하고 있다. 그리고 그 75명에 대한 수사는 흐지부지 되었고, 이어 경찰관의 폭언 사건과 일부 가해자 부모의 협박 사실이 집중 부각되면서 나머지 70명의 처벌에 대한 것은 교묘하게 묻혀지게 되었다.

### 학교와 당국의 태도
경남도교육청과 밀양시교육청은 해당 학교에서 대책회의를 가졌다. 밀양시교육청 관계자는 "고등학교는 도교육청에서 관리하는데, 지근 지역 분위기가 말이 아니다"면서 "여러 가지 상황을 파악한 뒤 대책을 세워야 할 것 같다"고 밝혔고, 박익상 전교조 밀양지회장은 "소식을 듣고 충격을 받았고, 교육을 담당하는 사람으로서 책임감을 느낀다"면서 "오늘 저녁 집행부 회의를 소집해 놓았으며, 공식 입장을 밝히는 방안도 검토 중"이라 밝혔다.
가해자들 중에는 자신의 학교의 전교 부회장인 박형민과 성적 상위권인 학생, 학급 임원 등도 있었다.
가해자들이 결성한 밀양연합이라는 써클의 존재가 언론에 보도되자 학교, 경찰 등에서는 이를 은폐하려 하였다. 가해자 대부분은 밀양연합이란 말도 들어보지 못했다고 항변하고 있다. 지난 7일 김성모군은 경찰에서 “친한 친구들과 자주 어울려는 다녔어도 어떤 조직도 만든 적이 없었다”며 손사래를 쳤다.
박기범군도 “몸에 장난삼아 새긴 조그만 문신을 보고 담당형사가 ‘밀양연합 아느냐’고 물었다”며 “잘못은 했지만 등에 호랑이 문신을 한 진짜 폭력배와 같이 취급당하는 것 같아 기분이 이상했다”고 말했다.
교사들 역시 조직폭력 집단의 존재는 없다고 밝혔다. 10년 이상 밀양에서 교편을 잡고 있는 ㅂ씨는 “고작 인구가 11만명인 밀양에서 지역 고교 4곳을 아우르는 범죄조직이 있다면 알 만한 사람은 다 알았을 것”이라며 “학생들이 분명 잘못은 했지만 언론이 마녀사냥식 보도로 학생들을 조폭으로 몰고 있다”고 비난했다. 가해 학생을 한 때 지도했다는 ㅈ씨는 “학생들이 조폭으로 몰리면서 교사들은 물론 1, 2학년 학생들까지 풀이 죽어 수업 분위기가 말이 아니다”며 “학교 안에 폭력 동아리가 있다면 가만 놔둘 학교가 어디 있겠느냐”고 목청을 높였다.
경찰관계자도 “일부 몇몇 학생이 폭력조직과 연루됐을 가능성은 있으나 가해 학생들이 밀양 지역 고교들을 묶은 밀양연합 조직원이란 증거는 아직 없으며 가능성이 낮은 것으로 본다”고 실토했다. 가해자들의 주장을 배제한, 학교와 경찰측의 주장과는 달리 2005년 3월 일부 학생들이 밀양연합이란 조직에 대해 증언했다.
한 언론의 취재 결과 각 학교 싸움꾼들의 지역 모임으로서 밀양연합은 존재하고 있었다. 다음카페나 세이클럽 등에 ‘밀양연합‘이라는 이름을 내걸고 있는 홈페이지도 확인할 수 있었다. 밀양지역 ㅅ고등학교 한 재학생은 “밀양연합은 학교를 주름잡는 아이들의 친목단체다. 밀양연합이라고 하면 아무나 못 건드린다. 청도연합이나 창원연합하고 비슷하다. 요즘 웬만한 지역에는 다 연합이 있다”라고 말했다. 인터뷰가 있기 전날 만난 해당 학교 ‘자칭 연합’ 소속 학생은 “오늘도 한 녀석과 싸움을 했다”라며 얼굴에 생긴 상처를 보여주었다. 이 학생은 “밀양에는 연합 소속이 40~100명쯤 되는데 정확히 누가 회원이다 아니다라는 말은 못한다”라고 답했다.

### 일부 가해자, 가해자 가족들의 태도
가해자들 중 일부는 일말의 반성의 기색도 없어서 논란이 됐다. 이들 집단은 심지어 인터넷을 통해 추가적인 보복을 하기도 했다. 12월 7일부터 12월 10일경까지 가해자의 부모들이 피해자들의 부모인 최모 씨 등과 피해자들을 찾아가 협박과 회유를 한 것이 알려졌다. 네티즌들 중 몇몇이 이들 가해자의 신상을 털었고 가해자 부모들 중에는 밀양의 지역 유지들도 있다는 설이 있으나 현실의 가해자들은 대부분 직업훈련을 받는 가난한 가정 출신에 중산층에 불과하였다. 일부 가해자 부모들은 피해자 부모에게 전화와 타인을 통한 전달 등으로 협박까지 했다는 의혹이 제기되어 논란이 진행되기도 하였다.
한편 가해자의 여자친구인 여성들은 관련 동영상을 보면서 웃어대며 각종 욕설과 비웃음을 해댔고 경찰조사와 인터넷에 피해자들이 좋아서 한 행동이라고 증언하였다. 이들은 캠코더와 핸드폰으로 폭행 장면을 촬영했다. 그리고 가해자들과 가해자의 여자친구들 중 일부가 이 성폭행 동영상을 인터넷에 띄우기도 했다. 일부 동영상에는 가해자들과 피해자들의 이름을 실명으로 언급했고, 일부 동영상은 선명하게 촬영되어 피해자들과 가해자들, 가해자의 여자친구 등의 얼굴 등이 나와 있었고, 동영상과 사진들은 삽시간에 인터넷에 유포되었다. 이로 인해 가해자들과 피해자들의 신상정보가 인터넷에 확산되었다. 가해자들의 블로그와 싸이월드를 비롯한 인적사항은 2004년 10월 경에 네티즌들에 의해 인터넷에 공개되어 대부분 폐쇄했다.
일부 가해자들 중에는 경찰서에서도 반성의 기색은 보이지 않고 오히려 대질심문 때 피해자들에게 폭언을 했다. 12월 7일 오후 남부서 뒷문 마당에서 가해자 가족들에게 둘러싸인채 그중 2명으로부터"이렇게 하고 제대로 사나 보자. 몸조심 해라"는 등의 협박했던 것이다. 일부 가해자들은 경찰서에서조차 피해자들에게 폭언을 했다.
사건이 유명해지면서 수많은 시민들과 시민단체, 학계 등에서 사람이 와서 수사과정을 지켜보게 된다. 가해자의 여자친구인 Y모 양 등은 오히려 성폭력 피해자들이 좋아서 했다, 그 년들이 벌렸다는 식으로 진술하여 사건을 구경하러 온 시민들을 분노하게 했다. 다만 실제로는 딱히 분노하진 않았으며 오히려 가해자들의 편을 든 밀양 시민들도 많았다.
일부 가해자의 친척들 중에도 피해자들에게 폭언을 했다. 또 일부 가해자와 가해자의 여자친구 등은 여기저기에 피해자들이 좋아서 벌렸다는 등의 식으로 주장하거나 인터넷에다가 글을 써서 문제가 됐다. 문제가 된 일부 가해자들과 가해자의 여자친구들의 글은 인터넷에서 삭제되었지만, 이들의 글은 네티즌들의 감정을 더욱 자극하게 된다. 이 성폭행 장면 동영상과 성폭행 사진들은 인터넷을 타고 미국, 일본, 중국, 프랑스, 독일 등에 알려지기도 했다.
가해자와 피해자의 이름, 얼굴, 신체가 나온 성폭행 동영상과 범행 사진, 뒤에 추가적으로 네티즌들에 의해 인터넷에 띄워진 가해자들의 다른 사진과 피해 여중생들을 협박한 일부 가해자의 부모들의 사진 등이 인터넷에 유출되어 논란을 빚기도 했다.
- 가해자들의 얼굴 https://mbsibal.files.wordpress.com/2012/04/1.jpg

1. 박기범: https://www.newscribe.kr/news/articleView.html?idxno=2799
2. 신정현: https://www.newscribe.kr/news/articleView.html?idxno=2812
3. 황선미: https://www.newscribe.kr/news/articleView.html?idxno=2794

## 사건 이후

### 사건 대응 초반
피해를 당한 최양 "성폭행 장면을 촬영한 뒤 인터넷 등에 올린다고 협박해 집에서 알게 될까봐 두려워 신고를 할 수 없었다"고 밝혔다. 그러나 강간 동영상과 사진을 통해 이들의 신상이 알려지면서 소문이 확산되었다.
담당 경찰관은 범인식별실이 있음에도 불구하고 피의자 41명과 A양 자매를 세워놓고 불고 5미터 앞에서 범인인지 확인하라고 했다. 한편 여경을 상대로 수사해도 되느냐는 최모양 자매, 노모양 등의 가족, 친지들의 요청 역시 거부당했다.
또한 피해자들에게 “범죄자에게 묻듯이 꼬치꼬치 캐묻고, 오히려 가해자들 편을 드는 것 같아서 너무 싫었다”고 했다. 피곤해서 건성으로 대답하자 “동생과 짜고 이야기하는 거 아니냐”는 질문이 돌아왔다. 심지어 “다른 애들은 안 당했는데 왜 너만 당했다고 생각하니?” “(다른 일 때문에 밀양에 간 적이 있다고 하자) 나 같으면 한 번 당한 이후로는 밀양쪽은 쳐다보기도 싫을 것 같은데 어떻게 또 갔어?”라는 질문도 있었다고 했다. 검찰은 “검사는 단지 피해자의 발언만을 받아적는 게 아니라 여러 가지 확인 질문을 할 수 있다”며 “그런 발언이 있었는지에 대해서는 수사기록이기 때문에 답변할 수 없다”고 했다. 오히려 피해자 최모양 자매와 노모양 등을 조롱하는 경찰들의 태도가 문제시 되었다. 또한 다른 피해자들인 창원시에 거주중인 모 여고생 2명 측에서는 진술을 거부하기까지 했다.
그러나 지역 사회에서는 피해자들이 문제가 있다는 투의 소문이 확산되었다. 2005년 1월 3일 피해자 중의 한명인 A양(14세)은 서울특별시에 있는 모 병원에 입원하였다. 싫다는 아이에게 병원측이 일부러 입원을 권할 정도로 상태가 좋지 않았다. 담당의사가 꼽은 아이의 병명은 ‘외상후 스트레스장애’ ‘주요 우울증’ ‘광장공포증을 동반한 공황장애’ ‘범불안장애’ ‘식이장애’ 등 5가지였고, 전문적인 정신과 치료 수준이었다.

#### 피해 여학생의 정신과 진료
담당의사였던 신의진 연세대학교 정신과 교수는 “당시 자살 시도를 해 밖에서도 지하철에 뛰어들겠다고 시늉까지 했고 실제 자살 시도는 빈번하게 일어났다”고 전했다.
정신과 의사는 “자살 시도를 했다. 밖에서 지하철에 뛰어들겠다고 시늉하는 등 자살 시도가 빈번하게 일어났다.”, “내가 살아서 뭐 하냐며 갈등도 많았다.”, “최 양은 사건 이후에도 가해자들의 부모로부터 집요한 합의종용을 받았다.”, “최 양은 ‘세상에 이용당했다. 세상이 보호를 안 해줬다’며 세상에 대해 분노하는 상황이었다.”, “퇴원 당시 최양의 아버지는 알코올 중독이 심한 상태였지만 보호자의 친권 때문에 아무리 보호가 필요하다고 판단했어도 퇴원하는 것을 어쩔 수 없었다.”고 했다.
2005년 3월 정신과 치료 도중 가해학생들 부모와 가족을 버린 채로 지내다가 사건이 터진 후에 갑자기 나타난 최양의 아버지가 합의서가 있어야 한다며 합의를 종용했다. 최양의 아버지는 합의금으로 5000만 원 정도를 받았다. 1500만원으로는 울산 외곽에 작은 전셋집을 구하고 남은 돈은 합의를 주도한 고모 등 친척들과 나눠가졌다고 전해진다. 최양 어머니는 “그 합의금 때문에 친척들끼리 다투며 다 나눠 가졌다.”고 말했다. 어머니는 “가해자의 부모들이 새벽이고 밤이고 찾아와 합의서를 써 달라 조르고 주위에서도 써주라고 권해서 너무 괴로운 나머지 써줬다.” 이후 알콜 중독 증세 있는 아버지로부터 폭력에 시달리던 최 양은 친권변경 신청을 한 뒤 몸이 불편한 어머니와 기초생활보장 수급자에게 지급되는 지원금으로 생활하고 있었다.
성폭력 피해 여학생을 대하는 학교의 높은 벽 때문에 최양은 또다시 좌절을 겪어야 했다. 학교마다 밀양사건 피해자라는 것을 알고는 ‘출석일수가 부족하다’, ‘사회적으로 물의를 일으킨 학생은 받기가 무척 어렵다’고 거절을 했다. 피해자들은 변호사의 도움으로 한 고등학교에 전학할 수 있었으나 한 달도 되지 않아 한 가해학생의 어머니가 피해자들이 새로 전학간 학교를 찾아왔고, ‘아들이 받은 소년원 처벌 수준을 낮추기 위해 탄원서를 써 달라’며 계속 첫 피해자 최모 양과 피해자 부모를 닦달했다. 이 가해학생의 어머니는 최 양을 학교까지 쫓아다니면서 회유하기도 했다. 결국 최 양이 화장실까지 피하는 사건이 생겨, 결국 학교에 성폭행 피해자라는 사실이 알려지자 휴학을 한 뒤 전화번호를 바꾸고 비밀리에 이사까지 했다. 또한 심한 우울증세도 다시 찾아왔고 ‘섭식장애’와 소화불량 등으로 고통받았다.

### 주변의 미숙한 대응
사건의 소문과 장소 이름은 학생들을 통해서 인근 지역으로 확산되었고, 인터넷에는 일부 가해자와 가해자의 여자친구들이 촬영한 얼굴과 신체, 실명이 언급된 동영상이 이미 유포된 상태였으므로 피해자들을 알아보는 사람들이 수근거렸다. 결국 최양은 얼마 전 말도 없이 가출한 후 소식이 없다.
세 여중생을 111명 이상의 남학생들이 2004년 11월 경까지 최모 양을 성폭행해왔다. 그러나 당초 밀양경찰서에서는 단순한 '학원폭력'이라 말하며 이들을 훈방조치했다.
그러나 일부 가해자와 가해자의 여자친구들이 이 동영상을 인터넷에 유포시켰는데 일본 방송과 중국의 동영상에 뜬 이후 해외 여러 인터넷 웹(미국, 러시아, 호주 등)에 토픽으로 확산되었다. 동영상에는 41명 중 '3명만 구속'이고 나머지는 '모두 풀려났다'라는 해설과 함께 알려졌으며 약 1년간 여중생을 집단으로 폭행, 인터넷에 공개한다고 협박했다, 가해자들의 부모는 지역사회 내에 유명인사였다 등의 내용도 추가적으로 알려졌다. 이 동영상은 가해 남학생, 피해 여학생, 옆에서 촬영을 도운 가해 남학생의 여자친구들의 얼굴 등이 공개되어 있었으며, 실명도 언급되었다.
동영상들은 대부분 삭제되었지만 이미 피해자와 가해자의 얼굴과 신체가 나타났고 이름까지 언급되어 있었으므로 신원을 알아볼 수 있었다. 2005년 1월 경찰에 접수되어 수사하기 이전에 이 사건은 밀양시내에 은연중에 소문으로 유포되어 있었고, 동영상과 소문들의 확산과 함께 소문은 빠르게 확산되었다.

### 여론

#### 네티즌의 분노
2004년 12월 7일 사건이 처음 보도됐을 때 각 인터넷 사이트에서는 무서운 10대에 대해 경악을 금치 못하면서 교육현실을 비판하거나 가해자를 엄벌해야 한다는 글들이 올라오기 시작했다.
12월 8일 가해자 41명 가운데 3명에 대해서만 구속영장이 신청됐다는 보도가 나가자 네티즌들이 "전원 구속하라"며 경찰에 대해 포문을 열기 시작했다. 또 피해자의 성과 나이, 주소 등이 언론에 유출된 사실이 알려지면서 "피해자신변보호에 소홀했다"는 지적이 제기되면서 네티즌들의 항의가 확산되자 남부경찰서는 9일과 10일 잇따라 홈페이지에 '집단성폭행 사건 수사사항 및 향후계획'을 밝히며 진화에 나섰다. 가해자들이 올린 동영상에 촬영된 얼굴과 체형, 언급된 이름들을 근거로 네티즌들은 가해자들의 신상 찾기에 나섰다.
12월 9일 일부 인터넷 사이트에 '난남자다'라는 이름의 네티즌 등 여러 네티즌들이 집단 성폭행 고교생 41명의 이름과 개인 홈페이지 주소가 낱낱이 올라와있으며, 그들이 평소 찍어둔 것으로 보이는 사진 10여장도 함께 나와 있다. 일부 학생들의 경우에는 얼굴을 확연하게 구분할 수 있는 개인 사진까지 나와있으며 일부 학생들은 휴대전화 번호까지 나와 있다.
사진에는 골목길에서 10여명이 집단으로 담배피우는 장면, 함께 여행가서 찍은 사진과 경찰관과 함께 찍은 사진도 포함돼 있으며 학생들의 일부 여자친구로 보이는학생들의 사진과 이름도 올라와 있다. 또한 이 사이트는 사건 관련 기사가 일본의 모 방송에 나온 장면을 보여주면서’국제적인 망신을 시키고 있다’고 주장하기도 했다. 12월 9일 오후 10시께 이같은 내용이 작성됐지만, 이미 이 사이트 조회수는 2만여건을 넘어서는 등 인터넷상에 급속도로 퍼지고 있다.
이전에 일부 가해자와 가해자의 여자친구들 등이 캠코더와 핸드폰으로 성폭행 장면을 촬영한 동영상을 인터넷에 띄웠는데, 2004년 12월 9일 무렵에는 인터넷에 폭넓게 확산되어 있었다. 한국 국내에서는 가해자들과 가해자들의 여자친구들이 올린 동영상과 네티즌들이 퍼트린 가해자들, 가해자들의 여자친구의 신상정보는 모두 삭제되었다.
동영상은 국내에서는 삭제조치했지만 일부 동영상은 일본으로 유출되었고 동영상은 미국 등으로 확산되었다.

#### 인터넷과 2차 피해
동영상과 가해자들에 대한 정보 외에도 가해자가 아닌데도 가해자로 몰리는 일도 발생해서 문제가 됐다. 12월 13일 울산지방경찰청은 밀양경찰서와 공조, 인터넷에 밀양 사건피의자라며 사진을 올리거나 유포시킨 네티즌에 대한 수사에 착수, 밀양 성폭행 사건 수사가 인터넷을 통한 2차 피해자 수사로 확대했다. 울산지방경찰청은 인터넷에 피의자가 아닌데도 자기 사진이 게재돼 피해를 보고있다는 신고가 속속 접수됨에 따라 인터넷에 이같은 사진을 올리거나 거짓 사실을유포시킨 네티즌들에 대한 수사에 착수했다. 신상정보가 털린 인물들 중 일부는 혐의자들과 관련이 없는 이들도 있었고, 신상 정보와 동영상들은 대부분 내려졌다.
분노한 네티즌들에 의해 가해자들의 인권이 침해되는 문제가 나타났다. 집단 담배 흡연, 회식 장면 등의 사진과 함께 수십 명의 실명과 출신학교, 휴대전화 번호 등이 게시돼 있다. 또 가담학생의 여자친구로 피해학생들을 비하하는 내용의 글을 올렸다며 이름과 홈페이지 주소 등도 함께 게재된 내용이 포털사이트의 커뮤니티, 미니홈피, 블로그 등을 통해 급격히 확산됐다. 일부 인터넷 대중들은 ‘많은 사람에게 알려서 이들을 응징하자’는 독려까지 하고 있는 실정이다. 이미 일부 가해자와 가해자의 여자친구들에 의해 동영상이 유포되었고, 동영상 중에는 피해자, 가해자, 가해자의 여자친구 등의 얼굴과 신체가 선명하게 나와 있었으므로 동영상들을 근거로 사진 등 신상을 쉽게 캐내게 되었다. 그러나 여기에 가해자와는 관련없는 남학생들의 신상까지 올려지면서 가해자로 몰려 인터넷에 올라가게 됐고, 가해자가 아닌 남학생들은 억울함을 호소했다.
12월 13일 경찰은 또 이번 사건과 관련, 수사를 원점에서 재개해 불구속 입건한 고교생 가운데서도 혐의내용이 중한 피의자들을 다시 가려내 모두 사법처리키로 했다. 이날까지 가해학생 41명중 12명이 구속되고 29명이 불구속 입건됐으며, 피해 여중생에게 협박한 혐의(폭력행위등 처벌에 관한 법률위반)로 가해학생 중 한명의 친척 모씨(22)가 불구속 입건됐다.
또한 가해자의 친척들 중에도 일부 피해자 측에 협박, 폭언을 한 사실도 추가로 드러났다.

### 일부 가해자, 가해자 부모 등의 협박
여중생들은 2005년 1월 7일 대질 조사를 위해 경찰에 나오던 중 경찰서 앞에서 일부 피의자 가족들로부터 “이렇게 해놓고 잘사나 보자. 몸조심해라”는 등의 협박을 받았다고 주장했다. 여중생들은 “가해자 가족들이 사과는 못할 망정 오히려 큰 소리를 쳐 화도 나고 두려웠다”며, “특히 남학생 대부분이 풀려나와 보복 당할까 겁이 난다”고 말했다.
일부 가해자 부모들의 폭언과 협박 역시 입소문을 타고 확산, 시민단체와 인권운동가들이 개입하기 시작했다. 결국 피해 여학생들은 경찰수사가 시작된 지난 7일 가해자 가족들에게 둘러싸여 심한 협박을 받았다
고 밝혔다. 또 경찰이 용의자들 앞에서 직접 가해자를 골라내도록 지시해 보복에 대한 두려움과 수치심을 느꼈다고 밝혔다.
여중생들은 8일 대질 조사를 위해 경찰로 출두하면서 경찰서 앞에서 일부 피의자 가족들로부터 “이렇게 해놓고 잘사나 보자. 몸조심해라”라는 등의 협박을받았다는 것이다.
여중생들은 “가족들이 사과는 못할 망정 오히려 큰 소리를 쳐 화도 나고 두려웠다”며 “특히 남학생 대부분이 풀려나와 보복 당할까 겁이 난다”고 밝혔다.
정신과 치료를 받던 중 알코올 중독자인 최 양의 아버지는 가해학생들 부모들과 함께 최 양 앞에 나타나 “합의서가 있어야 한다”며 합의를 종용하는 등 최 양을 괴롭혔다. 일부 가해자의 부모들은 “이렇게 신고해놓고 잘 사나 보자, 몸조심해라.”, “뒷일이 걱정되지 않느냐?”고 협박했다. 가해학생들 가운데 단 한 명도 형사처벌을 받지 않았다.
경찰은 이에 따라 이들 여중생들의 신변 보호를 검토하고 있으며, 피의자 가족들이 협박을 했는 지에 대해서도 조사를 벌이기로 했다. 일부 가해자 부모들은 피해자의 집에 찾아와 강제 합의를 요구하는가 하면 다른 가해자 부모는 공개적 협박, 전화 협박, 폭언 등을 하기도 했다.

#### 시민단체, 인권단체의 개입
12월 10일 오후 울산지역 성폭력 상담소장들은 세계여성폭력추방 주간을 맞아 열리는 켐페인을 마친 뒤 별도 모임을 갖고 경찰의 충분한 사과와 이번 사건에 대한 대비책을 마련하기로 했다.
2004년 12월 11일 밤 서울특별시에서는 철저한 수사와 책임자의 문책을 요구하는 촛불집회가 열려 언론에 보도되었다. 서울 광화문에서는 11일 저녁 가해학생과 일방적인 경찰 수사에 항의하는 시민들의 촛불 집회가 열렸다. 밤 늦게까지 계속된 집회에서 시민들은, 집단 성폭행에 대한 철저한 조사와 함께 일부 가해자에 대한 훈방조치를 철회하라고 요구했다. 이후 언론과 시민사회단체, 인권운동단체들에서 개입하기 시작하여 관계자 색출 처벌을 강하게 요구하기 시작했다.
2004년 12월 12일 경찰은 이 사건과 관련해 어제 가해 고등학생 9명을 추가로 구속했다. 12월 12일 무렵 사건과 관련해 구속된 학생은 12명으로 늘어났고 29명이 불구속 입건되었다. 일부 가해자 부모들의 태도에 분노한 일부 네티즌들은 가해자 41명의 남학생과 가해자들의 현장에서 성폭행을 참관하거나 동영상을 촬영했던 가해자 여자친구 6명의 이름 실명과 싸이월드, 이메일 주소, 집주소 등의 신상을 털어서 인터넷 포털에 올리기도 했으나 곧 삭제되었다.
12월 12일 청소년 지킴이로 잘 알려진 강지원 변호사는 밀양 성폭행 사건의 피해자인 여중생의 무료변론을 맡기로 했다고 밝혔다. 12월 12일 강 변호사는 이날 연합뉴스와 전화 회견에서 "밀양 성폭행 사건을 보고 안타깝게 생각하던 중 네티즌 사이에서 사건을 맡아달라는 요청이 쇄도해 무료변론에 나서게 됐다"고 말했다. 그는 "전국 247개 경찰서 가운데 진술녹화실이 없는 곳은 단 4곳인데 울산 남부서가 그 중 하나"라며 "진술녹화실을 마련하지 못한 이유뿐만 아니라 수사시 여경을 배치하지 않은 경위 등도 함께 조사하겠다"고 덧붙였다.
한편 12월 13일, 전날 담당 형사들이 노래방에서 술을 마시면서 피해자들에 대해 막말을 했다는 의혹이 제기되면서 여성단체와 시민단체들은 다시 분노했다. 울산지역 여성단체로 구성된 `밀양 고교생 여중생 집단성폭행 사건 대책위원회'가 사건을 맡은 경찰관들이 노래방에서 피해 여중생들을 비하한 사실이 확인됐다며 진상 조사를 촉구, 경찰의 권위와 위상이 추락하고 있다. 의혹은 꼬리를 물고 확산됐고, 이 막말은 당시 현장에 있던 노래방도우미 모씨가 증언함으로써 사실로 확인된다.

### 사건 축소은폐 의혹과 촛불 집회
울산지검은 20명만을 처벌대상으로 추려 그중 10명을 소년부로 보내서 전과조차 남지 않는 상황이 됐다. 검찰이 정식기소한 10명도 부산지법 가정법원 소년부로 송치했다. 결국 5명이 소년원의 보호처분을 받았을 뿐 나머지 가해 학생들은 집으로 돌아간 셈이다. 가해학생 중 학내에서 징계 받은 학생은 1개 고교 7명으로 3일간 교내봉사활동에 그쳤다.
2005년 1월 7일 밀양 여중생 성폭행 사건(이하 밀양사건)관련 피의자 44명 가운데 10명을 형사기소하고 7명을 구속했다. 초기 경찰수사보다 미온적인 검찰수사결과에 네티즌은 축소의혹을 제기했다.
강지원 변호사 등이 나서서 피해 여학생들의 변호와 구제를 위해 노력하였다. 피해자들은 또 신의진 교수 등을 만나 상담과 진료를 받았다. 한편 경찰의 축소 수사에 반발한 시민단체들은 경찰에 항의하는 촛불집회를 개최하였다.
다음카페 '밀양사건 네티즌 모임'(http://cafe.daum.net/wpqkfehdhkwnj) 등과 여러 시민단체들의 주도로 2005년 1월 경찰의 축소은폐에 항의하는 촛불집회가 개최되었다. 또한 각 기소자별 기소내용, 훈방자별 혐의내용을 공개하고 국민 앞에 재수사의 철저함 여부를 증명 받을 것을 검찰에 요구하며 서명운동과 촛불모임을 진행하였다.

### 경찰 수사 과정에서의 문제점
12월 7일부터 피해자 등이 경찰서에 출입했다. 그런데 나중에 사건 가해자, 피해자의 신상정보가 경찰과 언론을 통해서도 일부 유출되어 논란이 되었다. 밀양 집단 성폭력 사건의 수사과정은 2차 피해의 현실을 단적으로 드러났는데, 피해자에 대한 정보가 들어있는 경찰 내부보고 문건을 기자들에게 유출하여 피해자들의 실명이 유출되기도 하였다. 이 문건은 곧 삭제조치되었다.
인터넷에는 경찰이 이번 사건을 수사하면서 피해자를 제대로 보호하지 못했다며 경찰을 비난하는 글이 수천여건 올라오기도 했다. 일부 네티즌들은 각 포털에 가해자와 경찰을 비난하는 글을 올렸고, 일부는 국가인권위원회, 여성부 등의 홈페이지에 찾아가 항의하였다.
수사 과정이 미흡하고 가해자들에 대한 처벌이 미약하자 네티즌과 시민단체 등의 분노와 항의가 계속되었다. 경찰은 공지문에서 "가해 학생 대부분을 훈방했다는 것은 사실과 다르며 우선 혐의가 무거운 3명을 구속하고 나머지는 계속 수사하고 있다", "수사과정에서 피해자 보호에 최선을 다했다"고 해명했다. 이어 경찰은 "언론공개 과정에서도 인적사항을 가명으로 하는 등 피해자 보호를 위해 노력했으나 여경조사관을 배치하지 않은 점은 미흡했다"고 시인하면서 "의혹없이 철저히 수사하겠다"고 밝혔다. 또한 처음 발표된 41명 중에서도 처벌이 극소수로 그친 점이 지적되었다. 경찰은 여기에 그치지 않고 추가공지를 통해 "먼저 구속한 3명외 범죄혐의가 명백한 14명에 대해 구속영장을 신청했다"며 "가해자측이 피해자를 협박한 사실에 대해서도 수사해 엄정 처벌하겠다"고 알렸다. 그러나 수사 과정에서의 새로운 문제점이 나타나게 된다.
오히려 피해 여중생 가족들은 경찰서에서 한 경찰관으로부터 '밀양 물 흐렸다'는 말을 들어 항의하기도 했다.
12월 10일 네티즌들의 항의와 분노가 확산되자 남부서는 여론을 수렴하는 '경찰발전 제안' 창에 <집단 성폭력사건 수사사항 및 향후계획>이라는 공지사항을 급히 게재했다. 12월 11일 울산남부경찰서와 관계자들에 따르면 피해 여중생들은 수사가 시작되던 12월 7일 오후 남부서 뒷문 마당에서 가해자 가족들에게 둘러싸인채 그중 2명으로부터"이렇게 하고 제대로 사나 보자. 몸조심 해라"는 등의 협박을 받았다. 일부 가해자들은 경찰서에서조차 피해자들에게 폭언을 했다.
이들 피해 여중생은 또 경찰서에서 대질조사를 하는 과정에서 한 가해 고교생으로부터 욕설을 듣도록 방치하는 등 경찰이 피해자 보호 관리에 전혀 신경쓰지 않은것으로 밝혀졌다. 밀양경찰서 홈페이지는 네티즌들의 글이 폭주, 한때 불통되기도 했다.
12월 10일 밝힌 성명에서 경찰서는 "오늘(10일) 중으로 혐의가 명백한, 중한 가해자에 대하여 전원 구속영장을 신청할 것"이라면서 "한 점 의혹 없이 철저하게 수사할 것"이라고 덧붙였다. 그러나 여자 경찰에게 수사를 받겠다는 피해 여중생들의 요구를 거절하고, 신상정보를 유출시키는 등의 또다른 문제를 야기한다.
문제점이 지적되는 중에 12월 12일 울산남부경찰서와 관계자들에 따르면 피해 여중생은 또 경찰서에서 대질조사를 하는 과정에서 한 가해 고교생으로부터 욕설을 듣도록 방치되는 등 경찰이 피해자 보호 관리에 전혀 신경쓰지 않은 것으로 밝혀졌다.

#### 피해자들의 일부 요구 거절
경찰들의 배려, 성의 없는 수사 역시 사회적인 문제가 되었다. 경찰은 또 피해 여중생과 가족들이 사건의 성격상 여경의 조사를 받고 싶다는요구를 묵살했을 뿐 아니라 심지어 한 경찰은 피해자들만 있던 방에서 "밀양 물 다흐려놨다"는 등의 폭언까지 한 것으로 드러나 비난을 사고 있다. 경찰은 특히 가해자들을 일렬로 세운뒤 성폭행 피해자들이 가해자를 직접 찍어내도록 하는 원시적인 방법으로 수사를 해 피해 여중생들이 보복 걱정과 수치심을갖게 했다는 지적을 받고 있다.
경찰 관계자는 "여경에게 조사받게 하지 않은 점에 대해서는 피해자들과 가족에게 사과했고 폭언한 경찰관은 징계할 방침"이라며 "범행 여부를 빨리 확인할 수 없어 불가피하게 대질조사를 했다"고 밝혔다. 그러나 경찰의 배려, 성의 없는 수사에 이어 피해자들에 대한 모욕까지 계속되면서 문제가 된다.
나중에 이것이 문제가 되자 경찰 관계자는 "여경에게 조사받게 하지 않은 점에 대해서는 피해자들과 가족에게 사과했고 폭언한 경찰관은 징계할 방침"이라며 "범행 여부를 빨리 확인할 수 없어 불가피하게 대질조사를 했다"고 밝혔다. 그러나 가해자들의 폭언에 이어 일부 경찰관의 폭언과 술좌석 망발, 신상정보 보호 미숙 등의 새로운 문제점이 드러나게 된다.

#### 경찰의 피해자 모욕
특히 경찰관이 피해 학생에게 '밀양 이미지를 다 흐려놨다'는막말을 한 사실이 알려지자 해당 경찰관의 처벌을 요구하는 목소리도 높아졌다. 울산남부경찰서의 김 모 형사는 수사 과정 중 피해자들에게 ‘밀양의 물을 다 흐려놨다’, ‘내 딸이 너희처럼 될까 겁난다’ 등의 말을 하였고 피해자를 피의자와 직접 대질시켜 범인을 지목하게 하였다. 또한 모 형사는 피해자의 실명 등을 보도자료를 통해 언론에 공개하였다. 이러한 경찰의 일련의 대처가 인권 침해 등의 문제로 이슈화되었다.
김모 형사가 자매에게 `너희가 밀양물 다 흐려놨다', `남자 유혹하려 밀양에 왔냐' 등 피해자에 대한 모욕적인 발언은 언론에도 보도되었다.
울산남부경찰서가 수사과정에 문제점이 많고 경찰관이 피해 여학생에게 폭언한사실이 알려지자 경찰 관련 홈페이지와 각 사이트에 비난글이 쇄도하였다. 경찰청 홈페이지에는 11일 "경찰청장이 책임지고 옷 벗어라"는 등 수십건의 비난글이 올랐다. 이어 울산지방경찰청 홈페이지에도 "경찰서장 등 책임자를 당장 경질하라"는 등의 글이 쇄도했다. 청와대 홈페이지에도 "해당 경찰관과 책임자를 파면, 직위해제 하라", "피해자를 보호해야할 경찰관의 정신상태가 이게 뭐냐"는 등의 글이 잇따랐다. 또 각 사이트에서도 폭언 경찰관과 경찰의 수사 문제점, 가해자의 피해자 협박등에 대한 네티즌들의 분노가 폭발했다.
2004년 12월 13일 울산경찰청은 성폭행 사건의 수사를 지휘한 울산남부경찰서 하모 형사과장과 형사과 강력팀 송모 팀장을 다른 부서로 전보조치하고 피해 여중생에게 “밀양물 다 흐렸다”고 폭언한 울산남부경찰서 김모경장에 대해서는 대기발령과 함께 12월 16일 징계위원회에 회부키로 하였다. 하지만 해당 형사들이나 형사들의 상급자인 하모 과장, 송모 팀장 등 책임자들에 대한 이후 조치에 대해서는 전혀 알려진 바 없어 현재도 정상적으로 근무하고 있는 것으로 보인다.
12월 13일 울산경찰청은 이날 수사과정서 인권침해 논란등 물의를 빚은 것과 관련, 울산 남부서 하모 형사과장(경정)과 형사과 강력팀 송모 6팀장(경위) 등 수사간부 2명을 전보조치 했다. 울산남부서도 성폭행 피해 여학생에게 `너희가 고향 물 흐렸다'는 등 폭언을 한 것으로 알려진 직원을 대기 발령시키고 16일 징계위원회를 열어 징계수위를 결정하기로 했다.
경찰은 또 성폭행 피해자에 대한 비공개수사를 원칙으로 하되 불가피할 경우 언론 창구를 일원화하는 등 피해자 신분이 외부로 노출되는 일이 없도록 할 방침이다. 그러나 일부 가해자들 외에도 일부 경찰들의 부주의와 노래방, 술좌석 망언으로 결국 피해자들의 신원은 더 유출되고 말았다.
2004년 12월 11일 경찰관 김모 형사가 피해 여학생들에게 "밀양물 다 흐려놨다"는 등의 폭언을 한 사실이 확인되고 수사과정에서의 문제점들이 조목조목 지적되자 네티즌들의 항의는 분노로 바뀌었다. 시민사회단체와 인권단체 등은 국가인권위원회, 법무부, 여성부 등에 해당 사실을 알리고 직권 수사를 촉구했다. 네티즌들의 항의는 계속되었고 각 인터넷 포털 사이트와 청와대, 경찰청, 지방경찰청 등의 홈페이지가 다운될 정도로 "경찰이 이럴 수 있느냐"며 항의하는 글들로 넘쳐났고 서울에서 피해 여중생들을 위한 촛불시위로까지 어어졌다. 경찰청장과 서장의 사임을 촉구하는 글은 물론 "손놓고 있는 여성부를 폐지하라"는 주장도 만만치 않았다.

### 유언비어 유출, 기자들에 대한 사이버 테러
언론들의 미숙한 대응 역시 문제점이 됐다. 언론사들의 대처 미숙으로 유언비어가 유포되는가 하면, 억울한 남학생들이 가해자로 몰려 비난받자 억울함을 호소한 것이다.
인터넷에 밀양 사건피의자라며 사진을 올리거나 유포시킨 네티즌에 대한 수사에 착수, 밀양 성폭행 사건 수사가 인터넷을 통한 2차 피해자 수사로 확대했다. 그러나 이 과정에서 가해자들이라고 인터넷에 돌고 있는 사진 상에 사건에 가담하지 않은 학생들도 포함돼 있다는 보도 역시 나왔다.
일부 인물들은 사건의 가해자와 가해자의 여자친구들이었다. 그러나 가해자 외에 75명의 추가 가해자의 존재가 알려지면서 네티즌들은 그들의 신상을 추적하기에 이르렀다. 그러나 일부 엉뚱한 남학생들의 신상정보가 올라와 문제가 되기도 했다.
12월 9일부터 유포되던 일부 사진은 가해자가 아닌 인물들의 사진들이었다. 밀양지역 고등학교와 학부모들에 따르면 지난 9일 오후부터 인터넷상에 여중생 집단 성폭행 사건에 가담돼 있는 것으로 나돌고 있는 학생들의 사진이 모두 이번 사건과는 전혀 관계가 없는 학생들로 나타났다”고 보도한 바 있다. 울산지방경찰청은 인터넷에 피의자가 아닌데도 자기 사진이 게재돼 피해를 보고있다는 신고가 속속 접수됨에 따라 인터넷에 이같은 사진을 올리거나 거짓 사실을유포시킨 네티즌들에 대한 수사에 착수했다. 또한 특히 유언비어까지 유포되는 등 인터넷의 부작용도 동반되고 있다.
용의자가 아닌 사람이 용의자로 지목되어 매도당하고, 유언비어까지 확산되면서 억울하게 기자들과 언론에도 공격이 가해졌다. 이에 반발하는 사람들이 해당 기사를 쓴 기자의 미니홈피 등에 집중 포화를 가하는 일도 생겨나고 있다.
12월 10일 오전 <집단 성폭행 관련 인터넷 사진 사실과 달라>라는 제목으로 인터넷에 유포된 일부 사진속 인물이 가해 남학생이 아니라는 보도도 나갔다. 그런데 오전 <집단 성폭행 관련 인터넷 사진 사실과 달라>라는 제하의 연합뉴스 기사를 쓴 기자에 대한 네티즌들의 공격도 만만치 않다. 네티즌들은 이 기자의 미니홈피를 찾아내 12일 하루에도 1000명 이상이 방문하는 등 대부분 비난성 글을 퍼붓고 있다. 사실과 진실의 다른 점 등을 지적하는가 하면 기사의 단어, 사실 확인절차, 홈피 관리 등에 대한 글을 게시판이나 방명록에 숱하게 남기고 있다.
기사에 대한 비판이나 의견이 다른 점은 해당 기자의 이메일 등을 통해 할 수 있는데도 개인의 내밀한 공간까지 찾아내 무차별적으로 비난성 글을 퍼붓는 것은 문제가 있다는 지적을 내놓는 사람들도 있다.

#### 술좌석에서의 경찰관 망언
또한 수사담당자였던 경찰이 노래방에서 피해자를 비하하며 사건을 떠들어대고, 집단 성폭력 피의자들 앞에서 가해자들을 직접 지목하게 하여 문제가 되기도 했다.
여기에 일부 경찰관들은 사석에서 피해 여중생들을 욕했다가 문제가 됐다. `밀양 고교생 여중생 집단성폭행 사건 대책위원회'는 이날 남부서장실을 항의방문해 "첫 신고를 받은 경찰관 등이 노래방에서 도우미들과 술을 마시는 자리에서피해 여중생의 이름을 거론하며 입에 담지 못할 욕과 비하 발언을 했다는 도우미의제보가 접수됐다"고 밝혔다. 대책위는 "이것이 사실이라면 사건 피해자와 경찰의 신뢰 관계가 처음부터 무너진 상태에서 편파적인 수사를 벌인 것 아니냐"며 철저한 진상조사를 촉구했다.
경찰은 이 제보에 따라 지방청 감찰실 차원에서 철저한 진상조사를 벌여 사실로드러나면 관계자들을 엄중문책키로 했다.
사건을 전담했던 형사와 다른 간부 형사 2명 등 모두 3명이 사건이 언론에 발표된 다음날인 지난 8일 오전 5시쯤 한 노래방에 갔었고,이 자리에서 사건형사는 도우미로 들어온 여성에게 피해 여중생의 실명을 거론하며 '누구와 닮았네'라며 폭언을 했고 함께 온 일행이 '밥맛 떨어진다'고 하자 '그럼 동생얘기를 할까요'라며 다시 실명을 거론하였다. 이같은 사실은 당시 그 노래방에 도우미로 갔던 여성 중 피해자 가족과 절친한 사이의 여성이 증언을 함으로써 알려졌고, 이 도우미 여성은 포탈사이트에도 이같은 내용의 글을 올린 것으로 전해졌다.
당시 경찰관의 망언은 "당시 이번 사건을 전담했던 형사와 다른 간부형사 2명 등 모두 3명이 사건이 언론에 발표된 다음날인 2004년 12월 8일 오전 5시쯤 한 노래방에 갔었고,이 자리에서 사건형사는 도우미로 들어온 여성에게 피해 여중생의 실명을 거론하며 '누구와 닮았네'라며 폭언을 했고 함께 온 일행이 '밥맛 떨어진다'고 하자 '그럼 동생얘기를 할까요'라며 다시 실명을 거론했다"는 것이 울산CBS에 의해 보도했다. 여중생 집단 성폭행 사건 수사과정에서 피해자에 대한 비인권적 수사로 비난을 받아온 경찰이 사과문을 발표했지만 궁색한 사과에 지나지 않는다는 비난이 일고 있다.

#### 경찰의 수사팀 교체
12월 13일 정오 경 시민단체와 여성단체 등이 울산남부경찰서를 항의방문했다. 울산 여성의 전화 등 여성단체들로 구성된 ‘밀양 고교생 여중생 집단성폭행 사건 대책위원회’는 13일 “첫 신고를 받은 경찰관이 당일 노래방에 가 술을 마시는 자리에서 피해 여중생들을 거론하며 입에 담지못한 욕을 했다는 제보가 접수됐다”며 경찰의 철저한 진상조사를 촉구했다.
울산남부경찰서에서 밀양 성폭행 사건 수사와 관련 여성 대책위원회의 항의 방문을 받은 울산남부경찰서장이 피해자 인권보호에 소홀했다고 사과하며 고개를 숙이고 있다./ 연합 대책위는 이날 오전 이번 사건을 수사중인 울산 남부경찰서 남기룡 서장을 항의방문한 자리에서 “한 여성 제보자가 이같은 내용을 신고해왔다”며 “이것이 사실이라면 사건 피해자와 경찰의 신뢰관계가 처음부터 무너진 상태서 편파적인 수사를 벌인것 아니냐”고 지적했다.
이에 대해 남 서장은 “추가 조사를 실시하겠다”며 “이 내용이 사실로 드러나면해당 직원을 응징할 방침”이라고 밝혔다. 대책위는 이와 함께 “피해자를 조사할 때 신뢰 관계에 있는 상담원이 동석해 피해자의 인권을 확보해야 하며 성폭행 피해자들이 편하고 안정적인 분위기에서 조사를 받을 수 있도록 피해자 녹화진술실을 조속히 확보해야 한다”고 강조했다. 대책위는 또 “경찰이 비공개 수사원칙을 파기해 피해자들이 심각한 정신적인 충격에 빠졌다”면서 “이 때문에 피해자들이 협박을 받는 등 피해자 신변보호가 제대로이뤄지지 못한 만큼 이 점을 사과해야 한다”고 주장했다. 시민사회단체 등의 항의 방문에도 사건 수사가 개선되지 않는다는 항의와 성토가 봇물을 이루었다.
결국 사건 수사가 문제로 지적되면서 2004년 12월 14일 울산남부경찰서는 밀양 고교생의 여중생 성폭행 사건과 관련 기존 4명의 강력계 수사팀 전원을 해체하고 여경을 포함한 6명의 새수사팀으로 보강, 편성했다.
경찰은 피해자 인권 보호를 소홀히 한 점을 인정해 기존 수사팀 모두를 해체하고 여경 1명이 포함된 새 수사팀을 편성해 밀양 여중생 성폭행 사건을 전면 재조사하기로 했다.

### 검찰의 개입
울산지방법원 권순민 판사는 11일 검찰이 여중생 집단성폭행 혐의(특수강간 등)로 추가로 구속영장을 청구한 경남 밀양지역 고교생 12명 가운데 9명에 대해 영장을 발부했다. 이로써 이번 사건과 관련,모두 12명이 구속되고 29명은 불구속 입건됐다.
12월 16일 울산남부경찰서는 징계위원회를 열어 피해 여중생에게 “밀양물 다 흐려놨구나”라는 폭언을 한 것으로 알려진 김모 경장에 대해 정직 1개월의 중징계를 내렸다. 집단성폭행 사건을맡은 울산남부경찰서는 수사과정.결과에 대한 항의와 비난 등 네티즌들의 분노가 폭발하자 곤혹스러워 하고 있다. 문제가 계속되자 결국 검찰이 개입, 울산지방검찰청에서 검사 강태순 등으로 특별 수사반을 구성해서 수사하게 된다.
한편 울산지검은 여중생 성폭행 사건을 전담할 특별수사팀(팀장 강태순 부장검사)을 여검사 2명이 포함된 7명으로 편성,피해자 인권보호를 도모하는 한편 지금까지 경찰 수사과정에서 드러난 피해자 인권침해 부분도 함께 조사할 것이라고 밝혔다.
이에 경찰은 서둘러 관련 경찰관들을 징계한 데 이어 울산경찰청장이 사과에 나서는 등 진화에 나서고, 여성부와 국가인권위 등 중앙정부기관도 직권조사에 나서게 된다. 주무경찰청장인 한정갑 울산지방경찰청장은 13일 울산지방경찰청 홈페이지(www.uspolice.go.kr)에 "수사과정에서 미흡한 점이 드러나 국민 여러분께 심려를 끼쳐드리게 돼 깊은 사과를 드린다"며 대국민사과문을 올렸다. 한 청장은 "경찰은 피해신고 접수후 적극적인 수사로 피의자를 검거하였으나, 수사과정에서 처벌이 가볍다는 비난과 함께 여경조사관 미 배치, 경찰관의 폭언, 가해자의 피해자 협박 등 수사과정에서 미흡한 점이 드러나 국민 여러분들께 심려를 끼쳐드리게 되어 깊은 사과를 드립니다"고 밝혔다. 한 청장은 또한 "사건처리에 책임이 있는 남부경찰서 형사과장과 수사를 담당한 팀장을 인사조치하고, 수사과정에서 폭언을 한 경찰관은 대기 발령하고 징계위원회에 회부하여 엄중한 책임을 물을 예정"이라고 밝혔다.
울산지방경찰청장이 직접 사과성명을 발표하는 등의 조치가 있었지만, 피해자들이 정신과 진료와 산부인과 진료를 받고, 후유증이 계속되는 사실이 알려지면서 비난 여론이 속출했다.

### 정부기관의 대처
결국 2004년 12월 13일 여성부와 국가인권위원회가 밀양 현지에 조사단을 구성, 파견했다. 여성부와 인권위의 파견 조사단은 '인권침해' 여부와 '피해자 보호' 과정에 대해 집중조사하기로 했다. 여성부는 정책보좌과과 인권복지과 서기관을 현지에 파견해 피해자 가족 및 울산 소재 성폭력상담소 등 관련단체를 방문해 사건 관련 필요한 조치를 논의하는 한편, 피해자의 신고를 받은 관련 상담소에서 적절한 조치와 피해자 보호 등 충분한 지원이 이뤄졌는지 확인하였다. 국가인권위원회도 별도로 현지에 조사팀을 보내 경찰의 조사과정에서 드러난 피해자 신원노출, 부적절한 조사에 의한 피해자의 심리적 모멸감.성적수치심 조성 등 경찰 수사 과정의 인권침해 행위에 대해 직권조사를 실시했다.
인권위는 이번 조사에 대해 "그동안 성폭력피해자에 대한 부당수사와 관련해 총 29건의 진정이 접수해 수사기관에 대하여 수차 성폭력 피해자에 대한 부당수사를 개선하도록 권고 하였고 일선에서는 이에 대한 지침도 만들어졌다"며 "그러나 이번 밀양사건의 피해자 수사 논란에서 보듯, 실제 수사과정에서는 아직까지 이에 대한 개선이 이루어지지 않고 있어 권고내용에 대한 이행상태를 점검하고 그 이행을 촉구하기 위한 것"이라고 밝혔다.
수사는 2005년 4월에 공식 종결되었다.

#### 법원의 판결
그 뒤 피해자 자매와 어머니는 국가를 상대로 손해배상 청구 소송을 제기했다. 1심에서는 인적사항을 누출한 것만 인정해 자매에게 각각 700만원과 300만원, 어머니에게 500만 원을 배상하도록 선고했으나, 양측은 모두 항소했다.
2007년 3월 18일 서울고등법원 민사 26부(강영호 부장판사)는 판결문에서 “형사과 사무실에서 원고들과 피의자 41명을 대질시켜 범인을 지목하게 한 것은 보복 등 피해 발생 우려가 더욱 커지고, 피해자들이 미성년자일 때는 다른 범죄보다도 피해자 보호가 더욱 필요하다는 점 등에 비춰 피해자의 인권보호를 규정한 경찰관 직무규칙을 위반한 것”을 지적하고, “밀양 성폭행 피해자 경찰의 모욕적 수사는 위법한 공무집행”이라며 자매에게 각각 3000만 원과 1000만 원, 신씨에게 1000만 원을 배상할 것을 판결하였다. 대법원은 2008년 6월 16일 이 원심을 확정하였다.
2008년 6월 16일의 재심에서도 원심을 확정, 원고 승소 판결이 내려졌다. 대법원 1부(주심 전수안 대법관)는 밀양사건의 성폭행 피해자 A양 자매와 어머니가 국가를 상대로 낸 손해배상 소송에서 자매에게 각각 3000만원과 1000만원, 어머니에게 1000만원을 배상하라고 판결한 원심을 확정했다고 밝혔다.
재판부는 판결문에서 “경찰관이 원고들에게 ‘밀양물 다 흐려놨다’는 등의 말을 한 것은 공무원의 직무집행 행위이거나 이와 밀접한 관련이 있는 행위로, 원고들이 모욕감과 수치감을 느꼈을 게 명백하다고 판시한 원심은 정당하다”고 밝혔다. 뿐만 아니라 담당 경찰관은 노래방 도우미에게 피해자의 피해사실을 누설해 피해자에게 정신적 고통을 안겨줬다는 점도 감안되었다.
또한 대법원은 판결문에서 "경찰이 범인식별실을 사용하지 않고 공개된 장소에서 피의자를 지목하도록 한 것은 직무상 의무를 소홀히 해 원고들에게 불필요한 수치심과 심리적 고통을 느끼게 한 행위로서 '수사편의'라는 동기나 목적에 의해 정당화될 수 없다"고 판단했다는 것이다.

### 경미한 처벌 논란
41명의 가해자와 70명의 추가 공범자들 중 처벌받은 남학생은 30명이었다. 당초 밀양 사건을 수사한 울산 남부경찰서는 44명의 피의자들 중 13명만을 구속 수사하고 나머지는 훈방조치했다. 그 과정에서 밀양 출신의 한 경찰은 피해자들에게 ‘밀양 물을 다 흐려놨다’는 등의 발언을 한 것이 드러나 ‘경찰이 피해자를 두 번 죽였다’는 여론의 뭇매를 맞기도 했다.
당시 사건을 수사한 울산지검은 범행에 적극적으로 가담한 피의자 10명(구속 7명, 불구속 3명)을 기소하고, 20명을 소년부로 송치했다. 또 13명에 대해서는 피해자와 합의했거나 고소장에 포함되지 않았다며 ‘공소권 없음’ 결정을 내렸다. 13명은 피해자의 아버지가 합의금을 받았다는 이유로 무죄혐의로 풀려났다. 1명은 다른 사건에 연루되어 타청에 송치되었다.
그 뒤 2005년 3월 22일 울산지검 형사2부는 집단 성폭행 등의 혐의로 기소된 밀양 고교생 박모(19)군 등 10명에게 징역 장기 4년에서 집행유예 3년(징역 2년6월)을 각각 구형했다. 검찰은 이날 울산지법 제3형사부(재판장 황진효.부장판사) 심리로 열린 공판에서 박군에게 징역 장기 4년 단기 3년을, 우모군 등 4명에게 징역 장기 3년 단기 2년6월을, 김모군 등 5명에게 징역 2년6월에 집행유예 3년을 각각 구형했다.
소년부로 송치된 20명 중 4명은 소년원 1년, 16명은 봉사활동 및 교화 등의 처분을 받았다. 기소된 10명 중 일부는 보석을 신청하기도 했다.
검찰은 “고교생들이 수 회에 걸쳐 여중생을 집단 성폭행한 사건으로 사회적 충격이 컸으며, 피고인들의 상호 진술에서 공소사실이 인정되는데도 범행을 부인하고 있어 죄질이 불량하다”며 “그러나 청소년이고 초범인 점을 참작했다”고 밝혔다. 박군 등은 2003년부터 지난해까지 최모양을 혼자, 또는 2명이상 집단으로 성폭행하고 반지와 팔찌 등을 빼앗은 혐의로 구속, 또는 불구속 기소됐으며 당초 경찰에 입건됐던 이 사건의 전체 피의자 43명 가운데 20명은 소년부에 송치되고 나머지는 ’공소권 없음’ 등으로 처리됐다.
이후 울산지방검찰청 특별수사팀이 ‘엄정 수사’를 천명하며 이 사건을 맡았지만 구속된 13명중 7명만을 구속 기소하고 나머지 3명은 불구속 기소, 20명을 소년부에 송치하는 선에서 4월 7일 사건을 종결했다. 사건은 울산지법이 2005년 4월, 기소된 10명에 대해 부산지법 가정지원 소년부 송치 결정을 내리면서 마무리됐다. 피의자들은 소년원에서 보호관찰을 받았고, 지금은 직장인이나 군인·대학생으로 큰 문제 없이 살고 있는 것으로 알려졌다. 그러나 경미한 형량이 문제가 되어 네티즌들의 항의가 계속되었다.
검찰이 나서서 조사했으나 구속은 7명이 구속되는 선에서 마무리됐던 것이다. 결국 5명이 소년원의 보호처분을 받았을 뿐 나머지 가해 학생들은 다들 집으로 돌아간 셈이 됐다. 3개 고교의 가해학생 중 학내에서 징계를 받은 학생도 1개 고교 7명으로 3일간 교내봉사활동에 그쳤다. 추가 용의선상에 있던 70명은 조사조차 되지 않았고, 솜방망이 처벌은 문제가 되었다.

### 후유증
일부 가해자 및 가해자들의 여자친구 중 수 명이 피해자들이 당하는 장면을 핸드폰과 캠코더 등으로 촬영, 부모에게 발설할 경우 유포하겠다고 협박하였다. 그런데 일부 가해자는 동영상을 인터넷에 유포하여 미국, 일본의 사이트에 엽기 사건이라는 이름으로 소개되었다. 동영상에는 피해자 자매와 가해자들의 얼굴과 모습이 신원을 알아볼 수 있도록 촬영되어 있었다. 이에 반발한 일부 네티즌들은 2004년 12월과 2005년 4월 한때 가해 남학생 110여 명 중 40명의 명단과, 가해자들의 여자친구인 여성 6명의 명단과 사진 등 동영상을 근거로 신상을 털어서 한때 인터넷에 게시하기도 했다. 그러나 동영상들과 가해자들 실명은 곧 삭제되었다.
이들은 서울로 쫓기다시피 피신했다. 그러나 일부 가해자 부모들이 최 양의 학교까지 쫓아오면서 이 사실이 알려지게 된다. 결국 최양은 서울시내에서 조차 받아주는 학교가 없어 결국 학교를 다니지 못했고 학교는 최양을 문전박대했다고 한다.
한편 피해자 자매의 어머니는 “가해자의 부모들이 매일 새벽이고 밤이고 계속 찾아와서 (합의서를)좀 좀 써달라고 하고 주위에서도 써주라고 해서 너무 괴로워서 써줬다고 최양이 말했다”고 증언했다. 신의진 교수는 “최양이 ‘세상에 이용당했다.세상이 보호를 안해줬다’며 세상에 대해 분노하는 상황이었다”며 “퇴원 당시 최양의 아버지는 알코올 중독이 심한 상태였지만 보호자의 친권 때문에 아무리 보호가 필요하다고 판단했더라도 (퇴원하는 것을) 어쩔 수 없었다”고 설명했다.
2005년 3월 정신과 치료 도중 가해학생들 부모와 최양의 아버지가 나타나 합의서가 있어야 한다며 합의를 종용했다. 피해자 최 양 자매의 아버지는 결국 합의금으로 5000만원 정도를 받았다. 그 중 1500만원으로는 울산 외곽에 작은 집을 구하고,남은 돈은 합의를 주도한 고모 등의 친척들과 나눠가졌다고 제작진은 전했다.
최 양의 어머니는 “가해자의 부모들이 새벽이고 밤이고 찾아와 합의서를 써 달라 조르고 주위에서도 써주라고 권해서 너무 괴로운 나머지 써줬다.” 이후 알콜 중독 증세가 있는 아버지로부터 폭력에 시달리던 최 양은 친권변경 신청을 한 뒤 몸이 불편한 어머니와 기초생활보장 수급자에게 지급되는 지원금으로 생활하고 있었다.
최양 어머니는 “그 합의금 때문에 자기네들끼리 싸우고 다 나눠 가졌다.”며 한탄했고, 충격을 이기지 못한 피해자 중의 한 명은 결국 가출하게 된다.
당시 무료변론에 나섰던 강지원 변호사 역시 같은 증언을 했다. 피해자 중 한사람인 A씨는 "여전히 사건의 충격에서 헤어나지 못하고 악몽 같은 삶을 이어가고 있다." 한다.

#### 제3차 피해와 후유증, 미흡한 수사 문제
피해자는 성인이 되었지만 충격에서 벗어나지 못하고 있다. 강 변호사는 조선닷컴과의 통화에서 “사건 직후 A씨는 울산을 떠나 극비리에 서울로 옮겼다”고 했다. 하지만 서울로 옮겨서도 이들의 삶은 비참했다.는 것이다. 일부 피의자들한테서 받은 합의금은 알코올 중독이었던 아버지가 모두 가져갔고, A씨는 이혼한 어머니와 무일푼으로 서울에 왔다. 쉼터에 들어가야 했고, 학교에서는 A씨를 받아주지 않았다. 간신히 서울의 한 학교에 입학했지만, 얼마 뒤 피의자의 어머니 한명이 학교에 찾아와 “아들을 선처해 달라”면서 탄원서를 써달라고 한바탕 소동을 벌였다. A씨는 결국 학교를 그만뒀고 고등학교도 제대로 졸업하지 못했다. 또한 피해자 자매의 부모는 이혼 하게 됐다.
강지원 변호사는 “당시 충격 때문에 (피해자 최모 양이) 트라우마로 여러 번 가출하기도 했다”고 했다. A씨는 여전히 사회활동을 하지 못하고 방황하는 삶을 살고 있다고 한다. 사건 조사 과정에서 “밀양 물 다 흐려놨다”며 A씨에게 충격적인 발언을 했던 경찰의 잘못에 대해 국가로부터 손해배상금을 약간 받은 것이 전부 라며 강 변호사는 “도가니 사건도 심각하지만, 밀양 사건의 끔찍함은 이루 말할 수 없다”면서 “특히 피해 학생이 받은 상처는 상상을 초월하며 아직도 고통은 진행 중”이라고 전했다. 밀양 사건은 영화 도가니가 이슈가 되면서 한때 다시 이슈가 되었다.

## 경과
얼굴과 신체가 나타난 동영상들의 유포, 가해자와 가해자 주변 인물들의 발설, 지역 내 입소문들, 관할 경찰관들의 폭언, 경찰관과 주변인물들의 술좌석에서의 대화, 경찰서의 부주의로 실명 기재 등으로 피해 여학생들의 실명이 언급되면서 신상이 알려졌으나 이들에 대한 구제 대책은 미흡했다.
그리고 가해자들 중 일부는 아무런 죄책감 없이 주변 지역의 대학교로 진학했고, 가해자의 여자친구로 동영상을 유포한 장본인들 중에는 근처 모 대학 유아교육과를 나와 사립유치원과 어린이집 교사로 활동하고 있다는 설이 있다. 또한 성폭행 당한 자매들이 원해서 했다, 못생겨서 당해도 싸다고 주장한 어느 가해자 여자친구는 경상북도의 모 대학의 관광학과로 진학했다. 피해자를 조롱했던 가해자의 친구는 여경이 된 것으로 밝혀져 네티즌들의 비난을 받았다.
2011년 10월 현재 가해자들은 소년원에서 일정 기간 보호관찰을 받고 나와 직장인이나 군인, 대학생으로 평범하게 살아가고 있다. 하지만 피해자는 학교생활에 적응하지 못하고 수차례 가출하기도 해였으며, 원래 살던 곳을 떠나 아직도 충격에서 벗어나지 못하고 있다 한다. 그러나 추가로 확인된 70명의 또다른 가해자들에 대한 처벌은 보고되지 않고 있다.
2011년 영화 도가니와 돈 크라이 마미의 영향으로 이 사건 역시 이 영화들에 나오는 것처럼 솜방망이였다며 재수사를 청원하자는 서명운동이 다시 나타났다. 또한 일부 가해자 부모의 협박과 폭언 역시 문제가 되면서 재수사 운동에 불을 붙이게 되었다.

## 비판과 기타 문제점
경찰의 비인권적 수사에 대해 전국적인 비난여론이 쏟아지는 것은 물론 피해학생과 가족들이 심한 정신적 충격에 빠져 있는데도 경찰관서 책임자가 아닌 수사지휘 간부인 형사과장의 사과에 그치는 것은 궁색한 사과에 지나지 않는다는 비난이 일고 있다.
경찰은 성폭행 가해자들을 가려내는 수사과정에서도 일렬로 세운 뒤 성폭행 피해자들이 가해자를 직접 지목하도록 하는 원시적인 방법으로 수사를 벌여 피해 여중생들이 보복 걱정과 수치심을 갖게 했다는 지적을 받고 있다. 경찰의 수사태도를 놓고 네티즌들의 분노가 들끊고 있다. 경찰청 홈페이지에는 11일 이 사건과 관련해 “경찰이 성폭력 피해자의 인권도 못 지켜주나. 폭언을 한 경관을 구속하고 경찰청장은 옷 벗으라”라는 등 수십 건의 비난글이 올랐다. 청와대 홈페이지에도 “해당 경찰관을 파면,직위해제 하라”는 내용의 글이 잇따랐다.
여중생측의 무료변론을 맡았던 강지원 변호사는 12일 “현행법상 윤간은 최고 무기징역까지 선고할 수 있는 중죄”라며 “당초 경찰 수사 결과 구속된 13명 중 7명만 구속하고, 나머지 6명은 불구속됐던 14명과 함께 소년부로 넘긴 검찰의 가벼운 처벌을 납득할 수 없다”고 밝혔다. 강 변호사는 “외국에서는 청소년이라도 성범죄자의 경우 엄중처벌해 하는 걸 당연하게 생각한다”며 “이번 사건의 경우 우리 중·고교생들에게도 비상한 관심사로 떠오르며 성교육 차원에서 의미가 컸는데, 검찰이 이를 다 망쳤다”고 비판했다.
언론사와 기자들에 대한 네티즌들의 감정적인 대응도 문제가 됐다. 일부 네티즌들은 기자들의 개인 공간에까지 찾아가 언론의 대응 미숙, 유언비어 유포 등의 불만에 대한 감정적인 공격을 했다. 기사에 대한 비판이나 의견이 다른 점은 해당 기자의 이메일 등을 통해 할 수 있는데도 개인의 내밀한 공간까지 찾아내 무차별적으로 비난성 글을 퍼붓는 것은 문제가 있다는 지적을 내놓는 사람들도 있다.
또한 '피해자가 범죄의 원인을 제공한 것처럼 수사관이 폭언한 사실, 경찰서 내에서 가해자 가족의 협박을 방지하지 못한 일, 성폭행 범죄는 여경에게 진술하도록 법적으로 보장돼 있는데 피해자의 이같은 요청을 묵살한 짓 등 이 사건과 관련해 경찰이 보여준 행태는 모두 철저히 조사되고 관련자는 문책 받아야 한다.'는 비판도 있다.
확인되지 않은 사실 등에 대해 ‘마녀사냥’식으로 싸잡아 무조건적인 공격과 비난을 퍼부어대 인권침해와 명예훼손의 소지가 발생하고 있는 것으로 나타나고 있다. 규탄일변도의 인신공격성 글이 인터넷을 통해 확대재생산되면서 명예를 훼손할 여지가 다분하다는 지적 도 나왔다.
또한 피해여학생들의 막내 여동생은 사건과 관련이 없는데도 사건 관련자로 오해받기도 했다. 피해 여학생의 가족들은 "막내딸은 성폭행을 당한 사실이 없다."는 해명을 하기에 이르렀다. 또 피해여학생 가족들이 "막내딸은 성폭행을 당한 사실이 없다"는 주장과 한 경찰의 "밀양물 흐린다"는 모독발언에 대해서는 어떠한 해명도 없어 반쪽짜리 사과라는 비난을 면치 못하고 있다.

## 사건 일지
- 2003년 6월말 울산광역시 중구에 사는 여중생 A는 여동생의 핸드폰으로 전화를 걸던 도중 실수로 밀양 모 고등학교 재학 중인 김모군(17세, 1986년생)에게 통화를 걸음.
  - 한달뒤인 7월부터 2004년 1월 초반까지 인터넷 채팅으로 연락하다가 만나기로 함.
- 2004년 1월 중반 가해자 김모군이 A양(14세)을 밀양시 가곡동으로 유인, 가해자들의 두목인 박모(17세)에게 소개.
  - 이후 10개월간 11회에 걸쳐서 성폭행, 매월이 갈수록 가해자 수는 증가함.
  - 첫 피해자 최양을 협박하여 3월부터는 여동생, 고종사촌 노모양까지 유인하여 성폭행.
- 2004년 12월 7일 울산남부경찰서는 경남 밀양 3개 고교생 41명이 여중생 자매 등을 성폭행하거나 금품을 빼앗은 혐의로 검거.
  - 이들은 2004년 1월 중순부터 11월 하순까지 총 11회에 걸쳐 여관과 학교 놀이터, 공원 등지에서 상습적으로 윤간과 폭행을 하였다고 경찰 발표.
- 일부 가해자의 부모들이 피해자 최모 양 자매의 부모를 쫓아와 협박
- 12월 7일 고교생 집단 성폭력 사건을 수사중인 울산남부경찰서의 김모 경장이 조사받으러 나온 피해 여학생들에게 "내가 밀양이 고향인데 (너희들이) 밀양물 다 흐려놨다"고 말하여 물의를 빚다.[49] 해당 형사와 직속 상급자 하모 과장, 송모 팀장은 12월 16일 전보조치 등의 징계를 받았다.
- 12월 8일 1년가량 6명의 여중생들을 집단성폭행하고 폭력을 행사한 혐의로 울산남부경찰서에 연행됐던 밀양지역 3개 고교생 41명 중 3명만 구속영장이 신청됨.
- 12월 8일 일부 경찰관이 저녁 노래방 술좌석에서 피해 여중생들의 실명을 언급하며 폭언[34]
- 12월 9일 사건 수사 중 밀양시 부북면에서 유사 성폭력 발생
- 12월 11일 저녁 서울 종로구 교보문고 앞에서 네티즌 200여명이 참가하여 사건 가해자 및 경찰의 미흡한 수사를 규탄하는 항의 촛불 집회.
- 12월 13일 여성부와 국가인권위원회 등에서 진상조사단 파견[50]
- 12월 14일 문제가 되자 울산남부경찰서에서는 수사팀을 교체[36]
- 12월 16일 검찰의 개입[37]
- 2005년 1월 피해자 자매와 어머니는 서울로 이주옴, 이주온 이후 진료를 받음
- 1월 9일 성폭행 피해 소녀에 대한 사회 각계 각층의 성금이 모금, 지급됨[51]
- 2007년 6월 방송에 따르면 4년 전 성폭행 사건 가해자 41명 중 형사처벌을 받은 학생은 단 한 명도 없다. 울산지검이 처벌대상으로 간주한 20명 중 10명이 소년부로 송치됐고 그 중 5명이 보호관찰 처분을 받아 전과가 남은 가해자는 그 누구도 없기 때문이다. 이들이 재학 중이던 대부분의 고교도 가해자들 중 단 한명도 징계조치하지 않았고 2개 학교에서만 `3일간 교내 봉사활동` 등 가벼운 벌을 내렸을 뿐이었다. 이후 정상적으로 고교를 졸업한 가해자들은 아예 자취를 감추거나 군복무중이거나 대학생이 되거나 또는 사회로 나가 회사원이 되는 등 성인으로서 사회생활에 아무런 제약이 없다. 한면, 피해자 박양은 사건 이후 서울로 이사해 전학을 시도했지만 `성폭행 피해자`라는 이유로 다수 학교로부터 전학을 거부당하는 등 어려움을 겪어 정상적인 학교생활을 할 수 없었다. 그나마 전학을 허락받아 간신히 다니게 된 어느 고교에는 그때까지 남아있었던 한 가해자 부모가 아들의 처벌완화를 위한 탄원서를 써달라며 박 양의 교실로 무작정 찾아왔다. 학교에 성폭행 피해자란 사실이 알려질까봐 늘 두려워하던 박 양은 이 일로 학교를 또 휴학할 수밖에 없었다. 또, 가해자 부모들이 알콜중독 상태인 박 양의 아버지에게 돈을 미끼로 합의를 종용하자 박 양의 아버지가 친권을 근거로 서울에서 정신과 치료중이던 박 양을 다시 울산에 데려와 가해자측과 합의할 것을 강요하는 등 돈 때문에 피해자가 가족에게 이용당한 기막힌 사연도 밝혀졌다. 이처럼 자신이 피해자임에도 사회적 편견과 법적 무관심 속에 정신적·육체적으로 무척 힘들어하던 박 양은 결국 2007년 봄에 가출했으나 이후 박양은 실종되었다.

## 기타
경찰은 남부경찰서에 이번 주중 `피해자 녹화 진술실'을 만들고 범인식별실을활성화하는 한편 피해자 조사 때 여경 조사관을 반드시 배치하는 등 잘못된 수사관행을 개선하기로 했다. 사건을 촬영하던 한 언론인은 “성폭행 가해자는 멀쩡하고 피해 여성만 또 다른 피해를 겪는 것이 다반사.”라며 분개했다.
사건이 수사중이던 2004년 12월 16일 여중생 성폭행 사건 수사발표 이틀만에 밀양지역에서 여고생이 또다시 성폭행당하는 사건이 발생한 사실이 뒤늦게 확인되었다.
2004년 밀양 여중생 성폭행 사건을 계기로 경찰의 ‘피의자 보호’ 원칙이 강화되면서 모자와 마스크를 씌워주는 관행이 생겼다.

### 유사 성폭력 사건 발생
사건이 수사진행 중에도 근처에서 또 같은 밀양시 내에서 성폭력 사건이 발생했다. 2004년 12월 16일 밀양경찰서는 여고생을 승용차로 납치해 성폭행한 혐의로 A씨(21 밀양시 삼문동)를 붙잡아 구속했다고 밝혔다. 백씨는 당시 21세로 밀양시 삼문동에 거주하며 노동으로 생계를 이어가고 있었다.
A는 2004년 12월 9일 밤 10시쯤 밀양시 부북면에서 집으로 가던 여고생 B양(17)을 자신의 승용차로 납치한 뒤 약 20 km 떨어진 창원시 대산면 인근 비닐하우스에서 4차례에 걸쳐 성폭행하였다. 백씨는 B양이 반항하자 주먹으로 마구 때리고 목을 조르는 등 폭행한 혐의도 받고 있다. 하지만 경찰은 사건 발생 다음날인 10일 백씨를 검거해 놓고도 여중생 집단성폭행 사건의 비난 여론을 의식해 내부적인 보고만 한 채 쉬쉬한 것으로 드러났다. 백씨는 지난 9일 오후 10시쯤 귀가하던 여고생 B양(16)을 “시내까지 태워주겠다”며 승용차로 납치한 뒤 인근 비닐하우스로 끌고 가 성폭행한 혐의다. 백씨는 이 과정에서 여고생을 마구 때려 전치 4주의 상처를 입힌 혐의도 받고 있다. A씨는 경찰의 차적조회로 사건발생 18시간만에 붙잡혔다. 밀양경찰서는 길가던 여고생을 차에 태워 납치한 뒤 성폭행한 혐의(청소년성보호에관한법률위반 등)로 백모씨를 구속했으나 비난 여론을 의식, 사건을 공개하지 않았다. 그러나 언론에 의해 보도되면서 경찰의 축소은폐 왜곡에 대한 비난이 또 이어졌다.
경찰의 대응과 관료주의에 대한 비난과 불신이 계속되었고, 밤길에 여성과 노약자들이 출입을 못하는 등 공포가 밀양, 창원 등지로 확산되었다.

## 기타 사건
사건 당시 가해자 중 한명의 여자친구이며 피해자들을 조롱했던 황모 씨가 경주시 모 대학교 졸업 후 2010년 경남지방경찰청 순경 공채에 합격하였다.

## 같이 보기
| - 조직 폭력 - 성폭력 - 가정폭력 - 집단 강간 - 한공주 - 사세보 여고생 살해 사건 - 가와사키시 중1 남학생 피살 사건 |

## 관련 자료
- 교육위 밀양여중생이어 또 대구…개탄스럽다[깨진 링크(과거 내용 찾기)] (국민일보)
- 진술녹화서 드러난 '아동 성폭행' 백태[깨진 링크(과거 내용 찾기)] (조선일보)
- 남학생 30명, 한 여고생 100회이상 성폭행 (브레이크뉴스)
- '밀양 성폭행 사건도 소설로 써주세요' (오마이뉴스)
- 경관이 성폭행피해자 ‘폭언’ 보관됨 2005-12-30 - 웨이백 머신 한겨레 2004.12.11
- ‘뉴스후’ 밀양 여중생 집단성폭행사건 그 후 10.1% 뜨거운 관심 뉴스엔 2007-06-17
- 인권 외면한 '여중생 성폭행 사건', 경찰 사과 노컷뉴스 2004년 12월 10일자
- '성폭행 사건 규탄' 도심 촛불집회[깨진 링크(과거 내용 찾기)] 조선일보 2004.12.11
- 경찰이 성폭행 피해자 모욕 발언, 대법 “직무규칙위반… 국가가 배상” (세계일보)